# Geografia Japonii

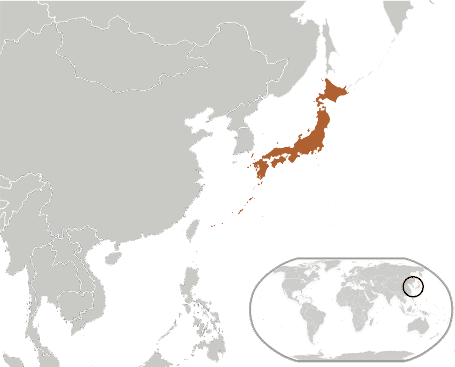
Położenie Japonii

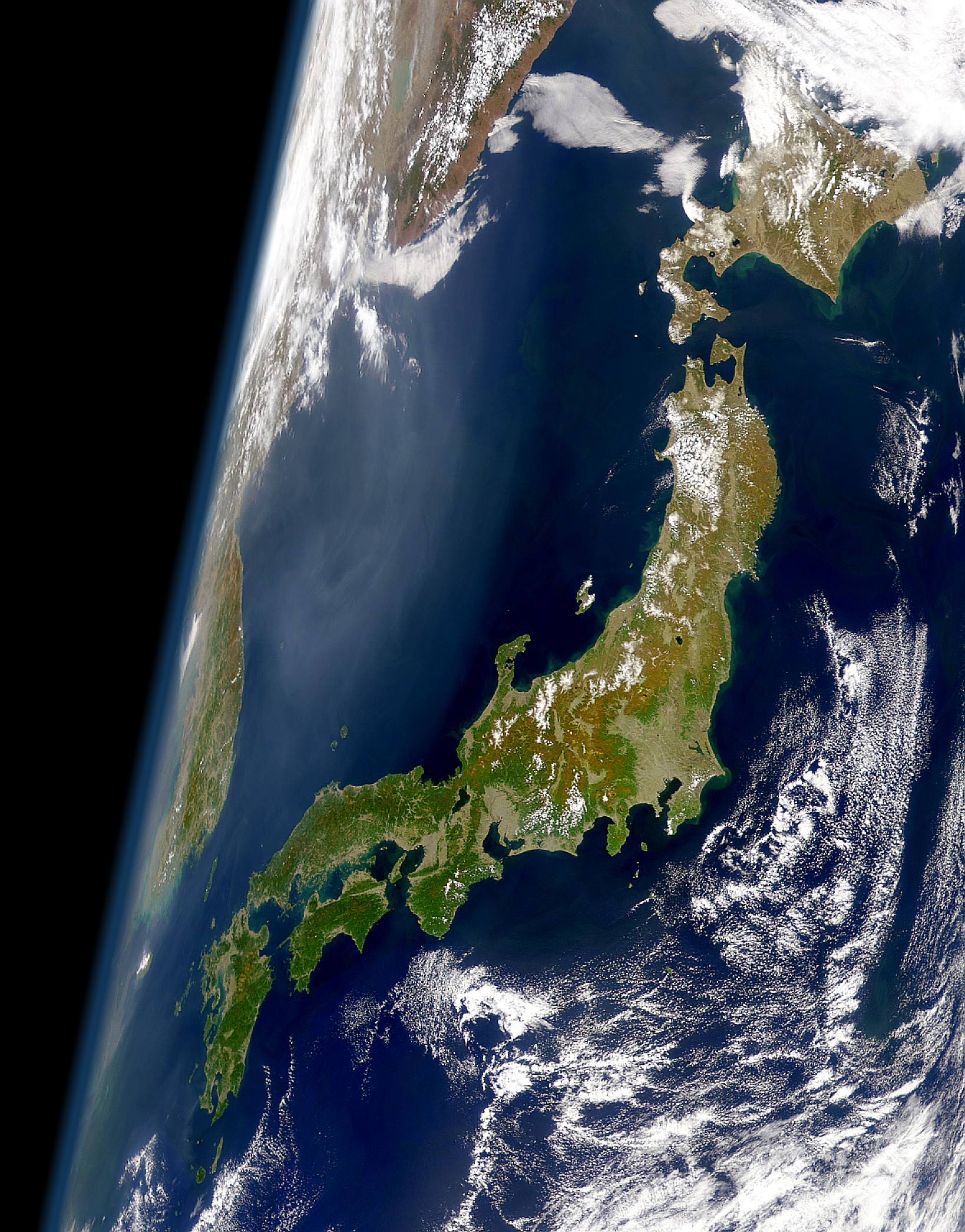
Japonia – zdjęcie satelitarne

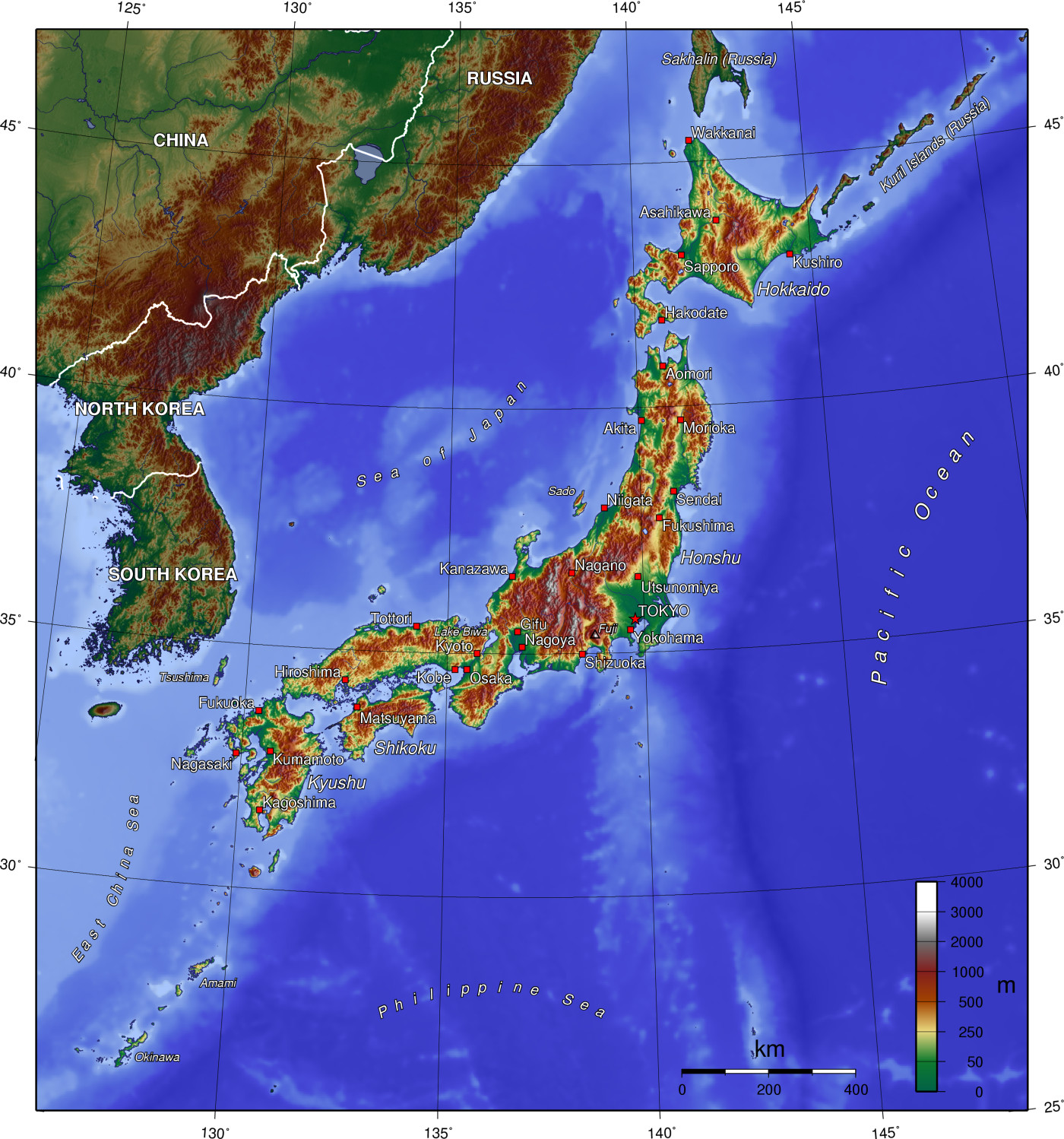
Mapa topograficzna Japonii

Geografia Japonii – dziedzina nauki zajmująca się badaniem Japonii pod względem geograficznym.
Japonia jest państwem wyspiarskim w Azji Wschodniej na zachodnim obrzeżu Oceanu Spokojnego. Jest usytuowana w strefie silnej aktywności sejsmicznej i wulkanicznej. Jest jednym z najlepiej rozwiniętych gospodarczo państw świata, o wysokim poziomie życia.

## Powierzchnia, położenie i granice
Japonia to kraj wyspiarski w Azji Wschodniej – leży między północnym Pacyfikiem a Morzem Japońskim, na wschód od Półwyspu Koreańskiego. Jej powierzchnia wynosi 377 915 km² (364 485 km² zajmuje ląd a 13 430 km² wody). Długość jej linii brzegowej to 29 751 km.
Japonia nie graniczy lądowo z żadnym krajem, jednak poprzez wody terytorialne graniczy:
- od zachodu i od południowego zachodu (rejon wysp Riukiu), przez Morze Wschodniochińskie z Chinami;
- poprzez Cieśninę Koreańską z Koreą Południową;
- od północy poprzez Cieśninę La Pérouse’a (rejon Hokkaido-Sachalin), przez Morze Ochockie i południowe Wyspy Kurylskie z Rosją.

### Wyspy

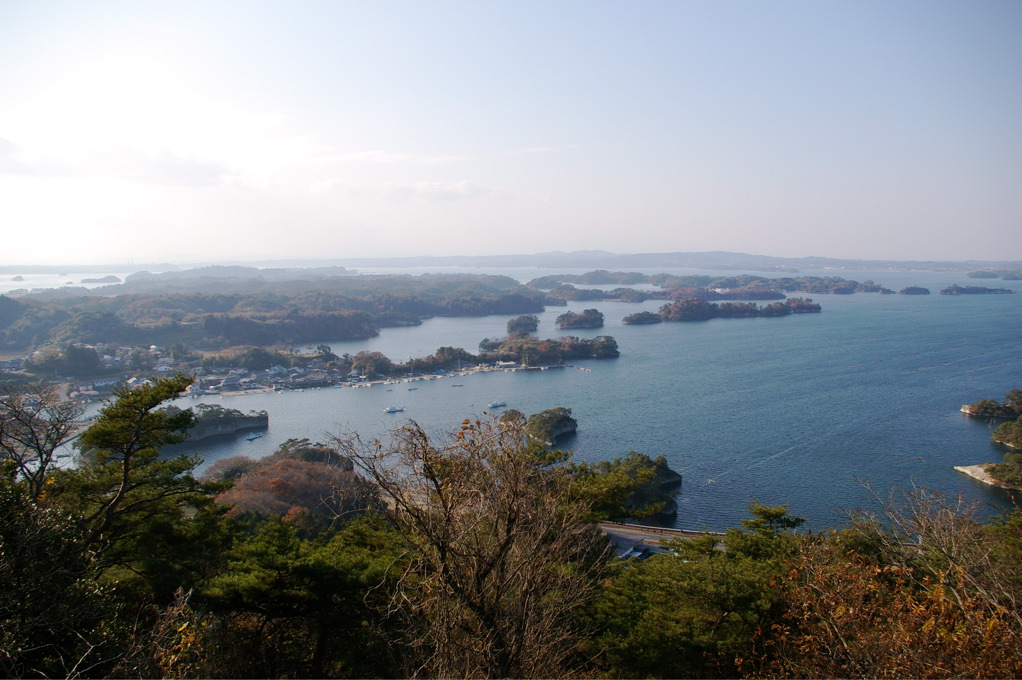
Wyspy w zatoce Matsushima, prefektura Miyagi

Terytorium Japonii obejmuje cztery duże wyspy (z północy na południe): Hokkaido (83 451 km²), Honsiu (231 041 km²), Sikoku (18 784 km²) i Kiusiu (42 154 km²) oraz 14 121 innych wysp i wysepek.
Hokkaido jest wysunięta najdalej na północ, a bezpośrednio na północ od niej rozciąga się wąski archipelag Kuryli, należący do Rosji. Kiusiu leży na południowo-zachodnim krańcu głównego archipelagu. Na południe od niej rozciąga się archipelag Riukiu. Największą z wysp Riukiu, w centralnej części archipelagu, jest Okinawa (2265 km²). Na południe i wschód od Honsiu leżą archipelagi: Izu, Ogasawara i Kazan. Stolica Japonii – Tokio – znajduje się w środkowo-wschodniej części Honsiu.
Cztery główne wyspy japońskie (niekiedy podaje się jako piątą Okinawę): Honsiu (Honshū), Hokkaido (Hokkaidō), Kiusiu (Kyūshū), Sikoku (Shikoku), tworzą łuk o długości 2990 km, zaś Riukiu tworzy kolejny łuk o długości 1200 km. Wszystkie te wyspy są jednym z odcinków geologicznego łańcucha zwanego „Pierścieniem Ognia” lub „Ognistym Kręgiem” – obszaru zachodniego Pacyfiku o dużej aktywności sejsmicznej i wulkanicznej.

## Ukształtowanie powierzchni
Linia brzegowa Japonii jest bardzo dobrze rozwinięta; cechuje ją różnorodność typów wybrzeży. Na wschodzie i południu Honsiu przeważa wybrzeże klifowe, natomiast wokół Morza Wewnętrznego, czyli pomiędzy Honsiu, Kiusiu i Sikoku, wybrzeże jest riasowe. Taki sam typ wybrzeża występuje na zachodnim wybrzeżu Kiusiu. Na północy Honsiu i na Hokkaido brzeg morski ma charakter aluwialny, występuje wybrzeże limanowe i lagunowe. W wielu miejscach w północnym i południowo-wschodnim Honsiu oraz na Hokkaido występują wały wydmowe. Wyspy Riukiu są w wielu miejscach otoczone przez rafy koralowe.
Wyspy Japońskie od wschodu opadają w rów oceaniczny o głębokości do 9810 m. Zachodnie brzegi kraju są oblewane przez płytsze wody Morza Japońskiego o maksymalnej głębokości 4226 m.
Japonia jest krajem górzystym – 4/5 jej powierzchni zajmują góry. Średnia wysokość terenu wynosi 438 m, a najwyższym szczytem kraju jest stratowulkan Fudżi (3776 m n.p.m.). Nie ma długich pasm górskich, a wiele bloków górskich, często ograniczonych uskokami, jest oddzielonych nizinami lub głębokimi przełęczami.

## Budowa geologiczna
Budowa geologiczna Japonii jest skomplikowana. Występują zarówno stare fragmenty skorupy kontynentalnej, pochodzące z prekambru, jak i obszary zbudowane ze skał paleozoicznych, mezozoicznych i kenozoicznych. Występuje także duża ilość skał wulkanicznych, które powstały od miocenu do dziś.
Najstarszymi skałami są pochodzące z prekambru głazy granitowe i gnejsowe występujące w Kamiasō, w Hichisō (prefektura Gifu) na wyspie Honsiu. Granity i gnejsy prekambryjskie występują również w górach Hida na Honsiu i na wyspie Oki. W osadach jurajskich w środkowej części Honsiu występują otoczaki granitowe o wieku około 1,6 mld lat.
Liczne, zwłaszcza na Sikoku i Kiusiu oraz w południowej części Honsiu, są skały metamorficzne i kompleksy ofiolitowe, które są fragmentami dawnego dna oceanicznego. Skały te pochodzą z okresu paleozoicznego. Wśród osadów permskich i mezozoicznych występują różnorodne wapienie, dolomity oraz skały okruchowe (flisz), a poza nimi skały krzemionkowe, które powstały w głębokowodnych częściach oceanu.
Wyspy współczesnej Japonii oddzieliły się od Eurazji ok. 15 milionów lat temu. Zostały ukształtowane w wyniku licznych orogenez. Główna oś gór i ich układ jest wynikiem fałdowań jakie miały miejsce w mezozoiku. Odmłodzenie górskiej rzeźby nastąpiło w czasie orogenezy alpejskiej. W czasie tejże orogenezy powstały liczne spękania oraz zaszły duże przemieszczenia pionowe i poziome. W tym czasie rozwinęła się także działalność wulkaniczna. Skutkiem powstałych procesów wulkanicznych oraz plutonicznych, jakie występują do dziś, było wytworzenie się intruzji granitowych i pokryw lawowych oraz tufowych. Wykształcenie się obecnych rysów rzeźby było wynikiem fałdowań i działalności rzeźbotwórczej wód płynących i morza w okresie kenozoiku. Ponadto wpływ na obecną rzeźbę Japonii ma aktywny wulkanizm oraz trzęsienia ziemi. Japonia jest jednym z najbardziej niestabilnych geologicznie obszarów na świecie.
Chociaż budowa geologiczna Wysp Japońskich nawiązuje do Azji, to są one od kontynentu azjatyckiego oddzielone skorupą ziemską typu oceanicznego, podobnie jak od Ameryki. Wyspy Japońskie tworzą rodzaj mikrokontynentu.

## Wulkanizm i sejsmika Japonii

Stratowulkan Fudżi widziany z jeziora Shōji, jednego z Pięciu Jezior Fudżi

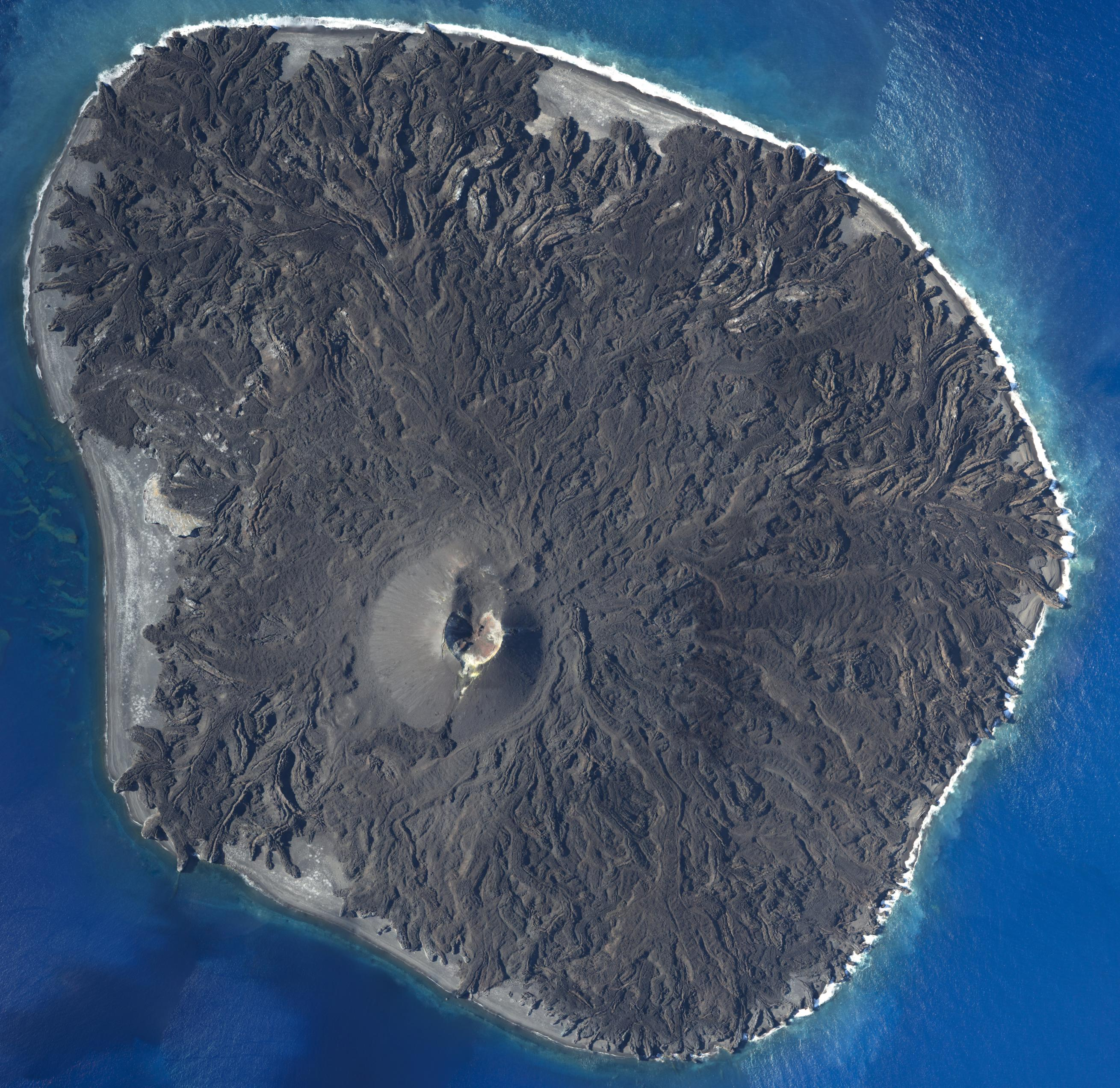
Wyspa wulkaniczna Nishi-no-shima

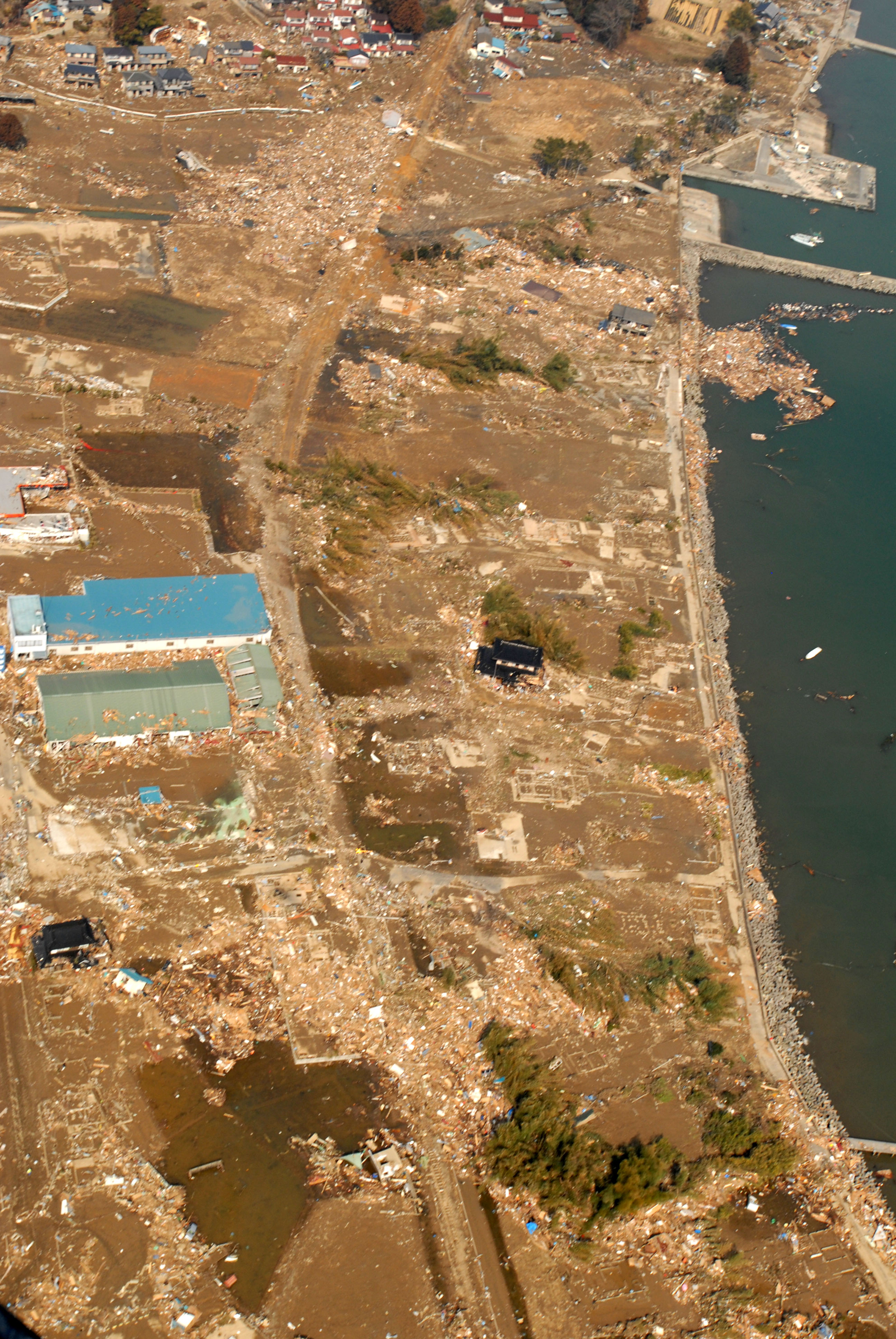
Wybrzeże zniszczone przez tsunami w 2011 roku

Wyspy Japońskie leżą nie tylko w obrębie aktywnej sejsmicznie strefy górotwórczej, biegnącej wokół Oceanu Spokojnego, ale także na styku trzech płyt tektonicznych: wielkiej eurazjatyckiej – przemieszczającej się w kierunku wschodnim, północnoamerykańskiej, płyty pacyficznej – przemieszczającej się w kierunku zachodnim oraz mniejszej płyty filipińskiej.
W Japonii znajduje się 200 wulkanów, z czego czynnych jest co najmniej 60. Japońska Agencja Meteorologiczna podaje 111 czynnych wulkanów (stan w 2018 roku), w tym 10 wulkanów podwodnych. W okresie od roku 1900 do roku 2016 na terenie Japonii wybuchło ok. 50 wulkanów.
Wulkany układają się w dwóch pasach – wschodnim, biegnącym wzdłuż Morza Japońskiego na zachód od Honsiu, który łączy się z Łukiem Riukiu oraz zachodnim, który jest przedłużeniem Łuku Kurylskiego na północ od Hokkaido i łączy się z Łukiem Honsiu, który zbiega się z Łukiem Izu-Mariana w środkowej części Honsiu. Japonia dzieli się na 7 głównych stref wulkanicznych: Kirishima, Haku-san, Norikura, Fudżi, Chōkai-san, Nasu i Chishima. Najaktywniejszymi z nich są: Asama-yama i Bandai-san na Honsiu, Tokachi-dake na Hokkaido, Sakurajima, Kirishima-yama i Aso-san na Kiusiu.
Na obszarach wulkanicznych występują liczne źródła mineralne (około 15 tys.), w większości termalne (onseny). Występujące powszechnie wokół innych wulkanów gorące źródła, gejzery, stawy gorącego błota oraz wyziewy gazów i par świadczą o tym, iż nie są one całkowicie uśpione, a ich działalność wciąż stanowi poważne zagrożenie erupcją. Wody termalne są tradycyjnie wykorzystywane w łaźniach (sentō) i uzdrowiskach do celów leczniczych.
Japonia jest bardzo aktywnym sejsmicznie obszarem – występuje tu najwięcej na świecie trzęsień ziemi. Rocznie występuje około 1000 trzęsień ziemi o różnej skali i sile. Zdecydowana większość z nich jest na tyle słaba, że rejestrują je tylko czułe sejsmografy. Co kilka lat trzęsienia ziemi mają charakter katastrofalny. Trzęsienie ziemi w 1923 roku pochłonęło 140 tys. ofiar (głównie w Tokio i Jokohamie). Do katastrofalnego trzęsienia ziemi doszło w Kobe w 1995 roku, gdzie zginęło ponad 6 tys. osób. Spowodowało ono przy tym ogromne zniszczenia, mimo stosowania nowoczesnych technologii i materiałów w budownictwie. Kolejne, tragiczne w skutkach, trzęsienie ziemi u wybrzeży Honsiu miało miejsce 11 marca 2011 roku. Słabsze trzęsienia miały miejsce w 2016 roku w Kumamoto na Kiusiu i w 2018 roku w Iburi na Hokkaido.
Podmorskie trzęsienia ziemi są przyczyną powstawania fal morskich zwanych tsunami o wysokości nawet do 30 m, powodujących katastrofalne powodzie. Główne epicentra trzęsień dna znajdują się pomiędzy północno-wschodnim wybrzeżem Honsiu i głębią Rowu Japońskiego.
Wielkie trzęsienia ziemi na nizinie Kantō zdarzają się mniej więcej co 70 lat. Do katastrofalnych fal tsunami doszło w 1495 roku, kiedy zniszczyły większą część Kamakury, a w 1993 roku – wyspę Okushiri u wybrzeży Hokkaido. Wstrząsom tektonicznym często towarzyszy tworzenie się uskoków. Niektóre obszary podnoszone są nawet do 250 m, gdzie indziej powstają zapadliska o podobnej głębokości. Z tego powodu liczba małych wysepek wokół głównych wysp Archipelagu Japońskiego często się zmienia.

## Rzeźba

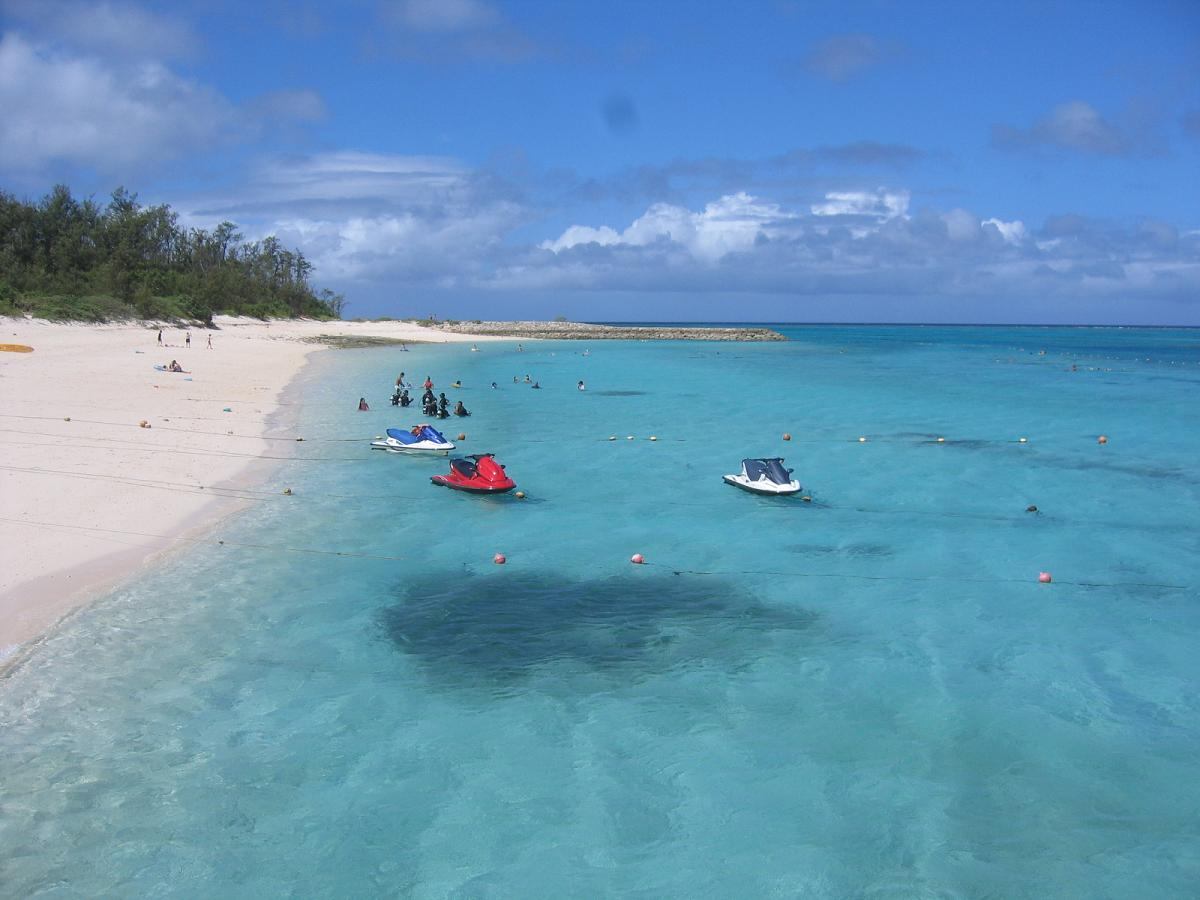
Wybrzeże Okinawy

Wyspy Japońskie stanowią nadwodną część potężnego łańcucha górskiego, wznoszącego się z dna oceanu. Japonia niemal w 90% jest zdominowana przez obszary wyżynne, górskie i śródgórskie. Spośród tychże obszarów 10% stanowią góry wysokie. Cechą charakterystyczną kraju jest brak równin, a obszary nizinne są na tyle niewielkie, że w każdym miejscu kraju można ujrzeć górskie i przedgórskie elementy rzeźby terenu. Obszary nadbrzeżne, także są w większości urozmaicone. W wielu miejscach stoki gór opadają wprost do morza.
Obszary nizinne są niewielkie i mają aluwialną postać. W południowo-wschodniej części Honsiu rozciąga się równina Kantō (13 tys. km²) – największy japoński obszar nizinny, w którego południowej części, nad Zatoką Tokijską, leży stolica państwa – Tokio. Obszary nizinne skupiają się w strefie wybrzeża, a do pozostałych obszarów nizinnych należą trzeciorzędowe tarasy. Poza nimi występują także dna śródgórskich kotlin i dolin, często tektonicznego pochodzenia. Tereny górzyste, które stanowią zdecydowaną większość, wznoszą się średnio na 2000 m n.p.m. Na terytorium Japonii znajduje się około 600 szczytów o wysokości przekraczającej 2000 m n.p.m., wśród nich znaczna jest liczba stożków wulkanicznych. Około 50% powierzchni leży powyżej 500 m n.p.m. Pasma górskie, przeważnie o przebiegu południkowym, są rozdzielone kotlinami tektonicznymi.
W rzeźbie Japonii można wyróżnić cztery główne regiony:

### Region Hokkaido

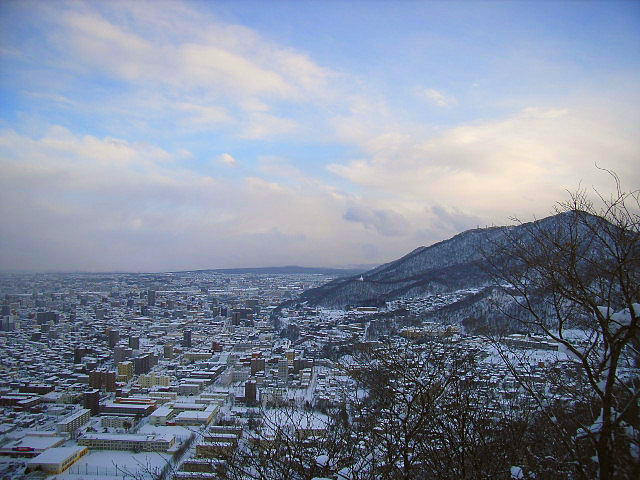
Zima w Sapporo na Hokkaido

Najbardziej wysunięta na północ, rozległa wyspa Hokkaido poprzecinana jest pasmami górskimi: Kitami na północy, Yūbari w części centralnej, Hidaka na południowym wschodzie i Teshio na zachodzie. Główne łańcuchy górskie tej wyspy mają przebieg południkowy. Najwyższy szczyt, Asahi (2291 m), wznosi się w masywie wulkanicznym Ishikari, leżącym w centrum wyspy. Grzbiet Hidaka, leżący na południe od Ishikari oddziela dwie niziny Hokkaido: Ishikari na zachodzie i Tokachi na wschodzie. Obie niziny należą do największych, poza wyżej wymienioną równiną Kantō.
Większe obszary nizinne zajmują ponadto zachodnią część Hokkaido, a na północnym wschodzie w głąb Morza Ochockiego wcina się górzysty półwysep Shiretoko. Natomiast południowo-zachodnią część stanowią półwyspy Shakotan i Oshima. Niewielkie góry Teshio od pozostałych gór leżących na wschodzie oddziela ciągnąca się na północ, wzdłuż rzeki Ishikari, wyżej wymieniona aluwialna nizina o tej samej nazwie. Góry Kitami są długim na ponad 150 km pasmem, której maksymalne wzniesienie wynosi 1558 m n.p.m. jest to szczyt Teshio-dake. Góry Hidaka są wyższe niż Kitami; ich najwyższy szczyt Horoshiri-dake wznosi się na 2052 m n.p.m.
W południowo-wschodniej części Hokkaido leży wydłużony półwysep Oshima, którego od wyspy Honsiu oddziela wąska na 19,5 km cieśnina Tsugaru.

### Region Północno-Wschodni

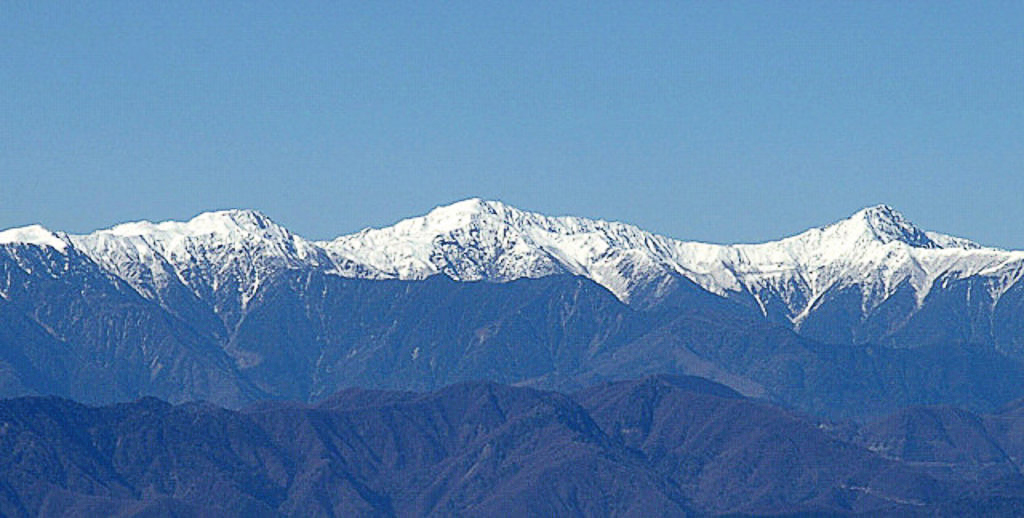
Trzy szczyty Shirane w łańcuchu Akaishi, Alpy Południowe

Region ten o nazwie Tōhoku obejmuje północną część wyspy Honsiu. Jego północny kraniec wyznaczają półwyspy Shimokita i Tsugaru. Od tego miejsca biorą swój początek i przebiegają południkowo wzdłuż poszarpanego, klifowego wybrzeża wschodniego góry Kitakami. Przez środek owego regionu biegną góry Ōu. Oba pasma będące kontynuacją gór na Hokkaido rozdzielone są nizinną doliną, uchodzącej do Pacyfiku rzeki Kitakami, w której południowej części znajduje się główne miasto Tōhoku – Sendai.
Pośród nadbrzeżnych nizin północno-zachodniego wybrzeża Honsiu, nieopodal półwyspu Oga znajduje się najniżej położony punkt Japonii – kryptodepresja jeziora Hachirō-gata (4 m p.p.m.). Dalej na południe dolina rzeki Mogami oddziela Ōu od biegnącego równolegle do zachodniego wybrzeża pasma górskiego – Echigo, które z kolei płynnie przechodzi w zajmujące wnętrze wyspy rozległe góry Mikuni. Mikuni leżą na południowym skraju Regionu Północno-Wschodniego, a ich najwyższym szczytem jest Hiuchi-dake, o wysokości 2346 m n.p.m. Na wschód od Mikuni, wzdłuż wybrzeża Pacyfiku, biegnie zdecydowanie niższe pasmo Abukuma. Góry Kitakami i Abukuma zbudowane są ze starych skał tworzących gdzieniegdzie płaskowyże.
Pośród wyżej wymienionych pasm leżą doliny i kotliny jak Kitakami czy Kōriyama. Uchodząca do Morza Japońskiego na wysokości wyspy Sado rzeka Shinano, oddziela Mikuni od położonych na zachód od nich Alp Japońskich. Od tego miejsca zaczyna się leżący na południe od Tōhoku – Region Centralny.

### Region Centralny
Region Centralny zwany Chūbu jest najwyżej wzniesionym obszarem Japonii. Znajdują się tam główne łańcuchy górskie tego obszaru, Alpy Japońskie, na które składają się trzy biegnące południkowo pasma: Hida na północy, Kiso w strefie środkowej i Akaishi na południu. Średnia wysokość Alp Japońskich wynosi 3000 m n.p.m. Na wschód od Akaishi wznosi się najwyższy szczyt Japonii – Fudżi, który jest wulkanem o wysokości 3776 m n.p.m. Mniej więcej w tym miejscu terytorium Japonii jest najszersze i mierzy blisko 270 km. Na północ od Fudżi, a na południe od gór Mikuni leżą mniejsze, tym niemniej równie wyniosłe masywy: Tanzawa, Okuchichibu i Yatsu-ga-take. Przez region Chūbu biegnie z północy na południe rów tektoniczny zwany Fossa Magna. Z jego dna leżącego pomiędzy 200 a 700 m n.p.m. wyrastają liczne wulkany. Samo dno rowu składa się przeważnie z izolowanych kotlin. Góry Hida ku zachodowi przechodzą w rozległą wyżynę i dalej wąskie niziny nadbrzeżne. Niziny te obejmują półwysep Noto na północy i nizinę Nobi na południu. W centralnej części niziny Nobi, nad zatoką Ise, leży główne miasto Chūbu – Nagoja.

### Region Południowo-Zachodni
Region ten obejmuje południową część wyspy Honsiu, a jego północną granicę stanowi zwężenie, którego południowy kraniec stanowi miasto Nagoja, a północny zatoka Wakasa. Poza południowym Honsiu, Region Południowo-Zachodni obejmuje wyspy Sikoku i Kiusiu. Osią regionu jest pas obniżeń pokryty częściowo wodami Seto-naikai, czyli Morza Wewnętrznego.
W stosunku do Regionu Centralnego rzeźba terenu Regionu Południowo-Zachodniego jest bardziej urozmaicona, a morze w wielu miejscach wcina się głęboko w ląd. Południowe Honsiu jest zdecydowanie mniej górzyste, niż pozostała część wyspy. Przeważają wyżyny, a rejony nadbrzeżne są nizinne. Im dalej na zachód wyspy, tym góry stają się niższe. Zachodnią część Honsiu w przeważającej części stanowi biegnące równoleżnikowo rozległe, relatywnie niewysokie pasmo gór Chūgoku. Najwyższym szczytem tych gór jest Daisen, o wysokości 1729 m n.p.m.
Kanał Kii oraz usiane rozlicznymi wyspami Morze Wewnętrzne oddzielają Honsiu od czwartej największej wyspy Japonii – Sikoku. Większą jej część zajmują góry Sikoku z najwyższym wzniesieniem Ishizuchi (1982 m). W północno-wschodniej części wyspy dolina rzeki Yoshino oddziela je od niewielkiego pasma Sanuki. Nadbrzeżne niziny północnej części Sikoku stanowią obszar osadniczy z miastami Matsuyama i Takamatsu na czele.
Na południowym zachodzie kraju położona jest trzecia pod względem wielkości wyspa, Kiusiu, oddzielona od Honsiu wąską cieśniną Kanmon, a od Sikoku cieśniną Bungo.
Mające południkowy przebieg góry Kiusiu, których kulminacją jest położony w środkowo-północnej części wyspy szczyt Kujū (1788 m) zajmują większość jej obszaru. Na północnym wybrzeżu znajduje się największe miasto Kiusiu – Fukuoka.
Silnie rozczłonkowane wybrzeża przybrały postać licznych półwyspów: Ōsumi i Satsuma na południu oraz Shimabara, Nishisonogi i Nagasaki na zachodzie. Ponadto, nieopodal występują liczne mniejsze wyspy i archipelagi, jak: Cuszima, Iki, Amakusa, Gotō.
Południowe zwieńczenie Wysp Japońskich stanowi długa na 1000 km girlanda wysp Nansei, które dzielą się na położone bliżej Kiusiu wyspy Satsunan oraz dalsze Riukiu na czele z Okinawą. Do Japonii należą też inne grupy wysp, a więc leżące około 2000 km na południe od Tokio Ogasawara i Kazan oraz położone bliżej Honsiu wyspy Izu. Razem wzięte określane są one mianem wysp Nanpō i wyznaczają granicę pomiędzy Pacyfikiem a Morzem Filipińskim, na którym znajdują się jeszcze położone na wschód od Okinawy wyspy Daitō. Wyspy Riukiu są pozbawione wysokich gór; najwyższy szczyt Okinawy sięga 503 m n.p.m.

## Klimat
Wyspy Japońskie leżą w trzech strefach klimatycznych: umiarkowanej ciepłej na północ od 38°N (Hokkaido, północne Honsiu), podzwrotnikowej między 31–38°N (środkowe i południowe Honsiu, Sikoku, Kiusiu) i zwrotnikowej między 24–31°N (południowy skraj Kiusiu oraz archipelag Riukiu). Głównym czynnikiem kształtującym klimat Japonii jest monsunowa cyrkulacja mas powietrza, związana z panującymi układami barycznymi nad Azją i Oceanem Spokojnym. Na strefowość klimatyczną nakłada się klimat monsunowy, którego zasięg obejmuje wyspy i kształtuje morski charakter klimatu kraju. Poza wyspami Nansei oraz południową częścią Kiusiu w Japonii wyraźnie zaznaczają się cztery pory roku. Napływ chłodnych mas powietrza z kontynentu azjatyckiego w zimie oraz ciepłych mas znad Pacyfiku w lecie jest przyczyną znacznego zróżnicowania klimatu w poszczególnych częściach archipelagu. W górach niezależnie od pory roku, temperatura spada wraz z wysokością, średnio o 0,6 °C co 100 m.
| Klimatogramy                | Klimatogramy              | Klimatogramy                  | Klimatogramy |
| --------------------------- | ------------------------- | ----------------------------- | ------------ |
|                             |                           |                               |              |
| Diagram klimatyczny Sapporo | Diagram klimatyczny Tokio | Diagram klimatyczny Hiroszimy |              |

### Przebieg roczny japońskiej aury
Zima

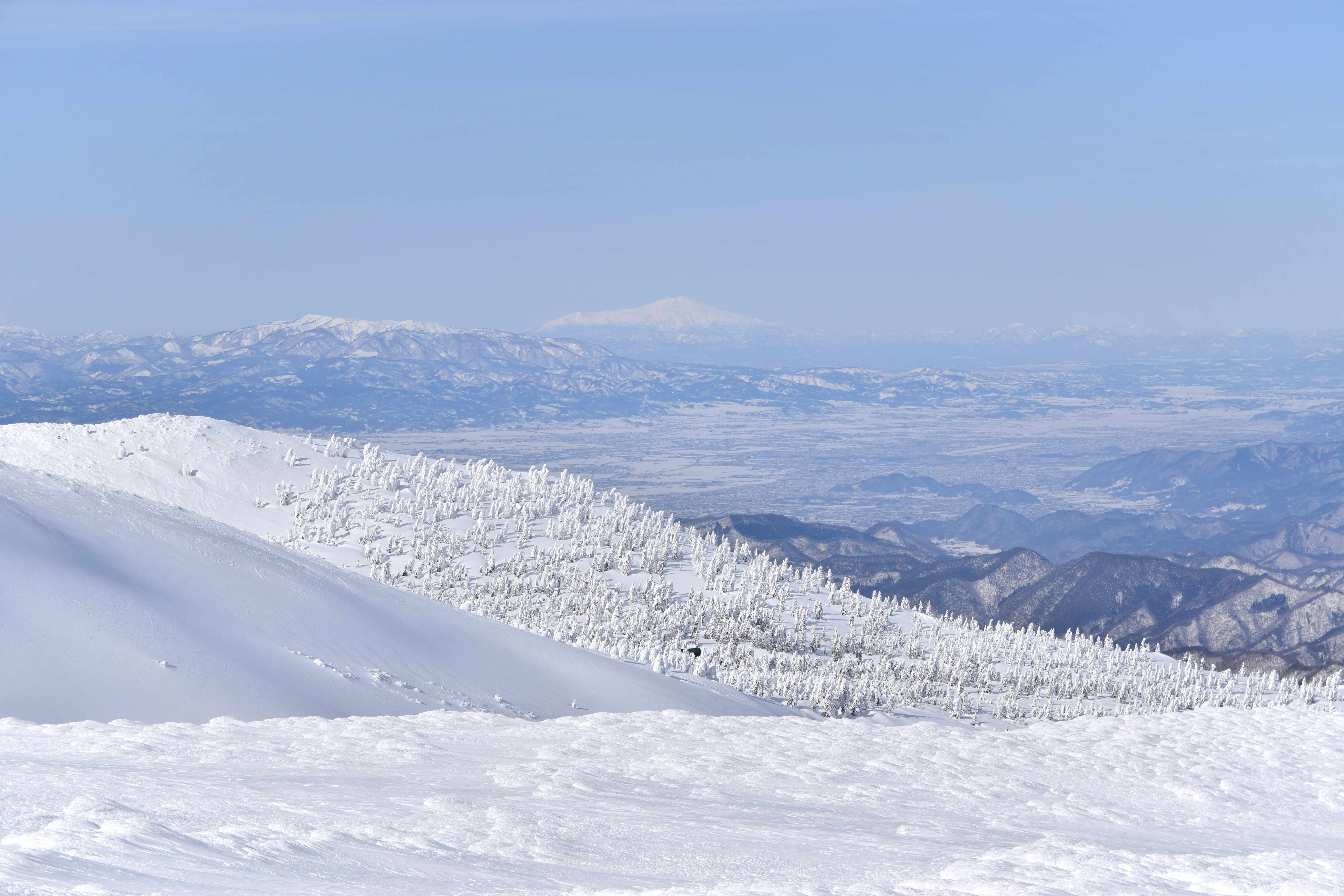
Masyw górski Zaō zimą (2021)

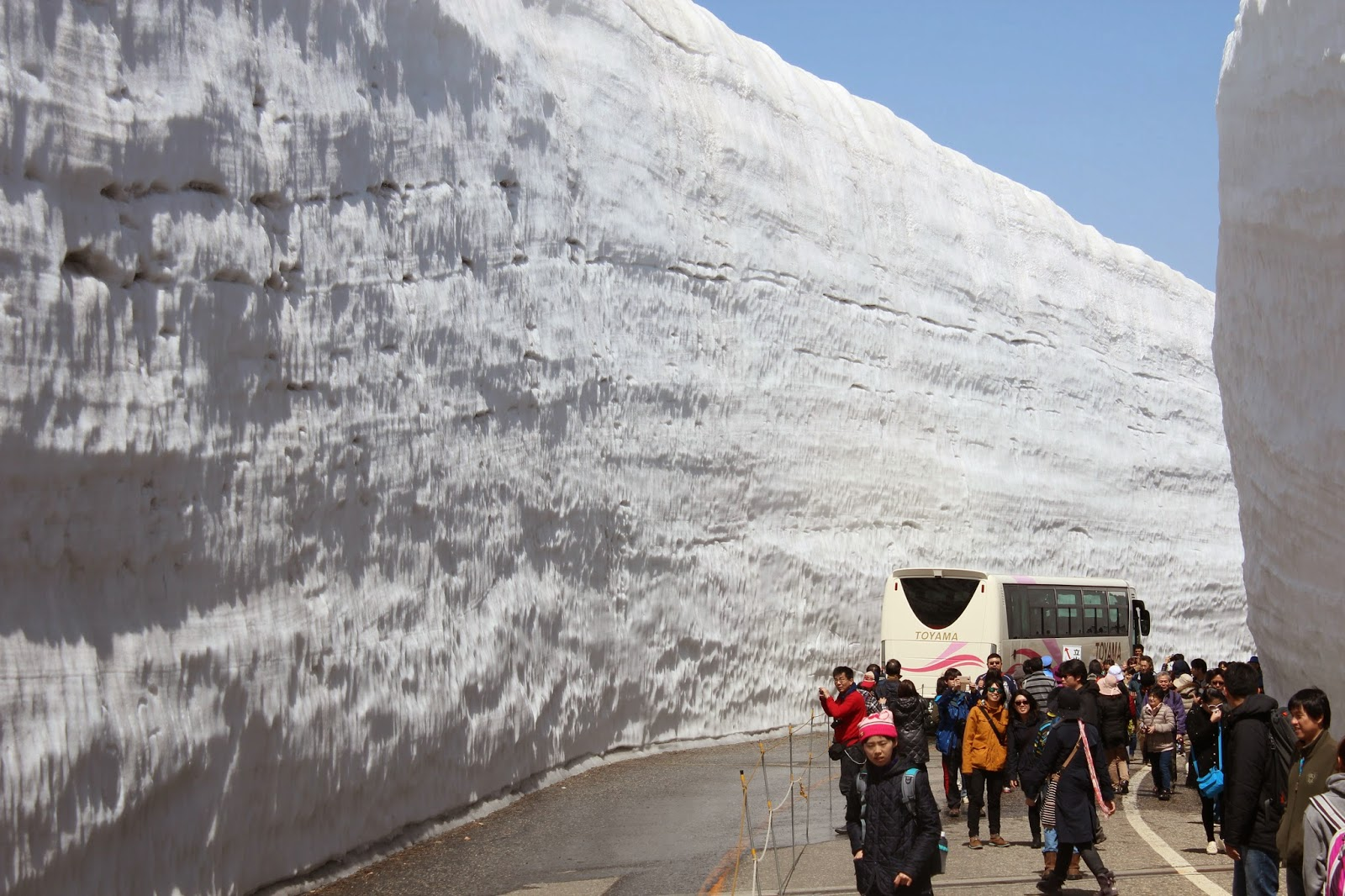
Ściana śniegu, Prefektura Toyama

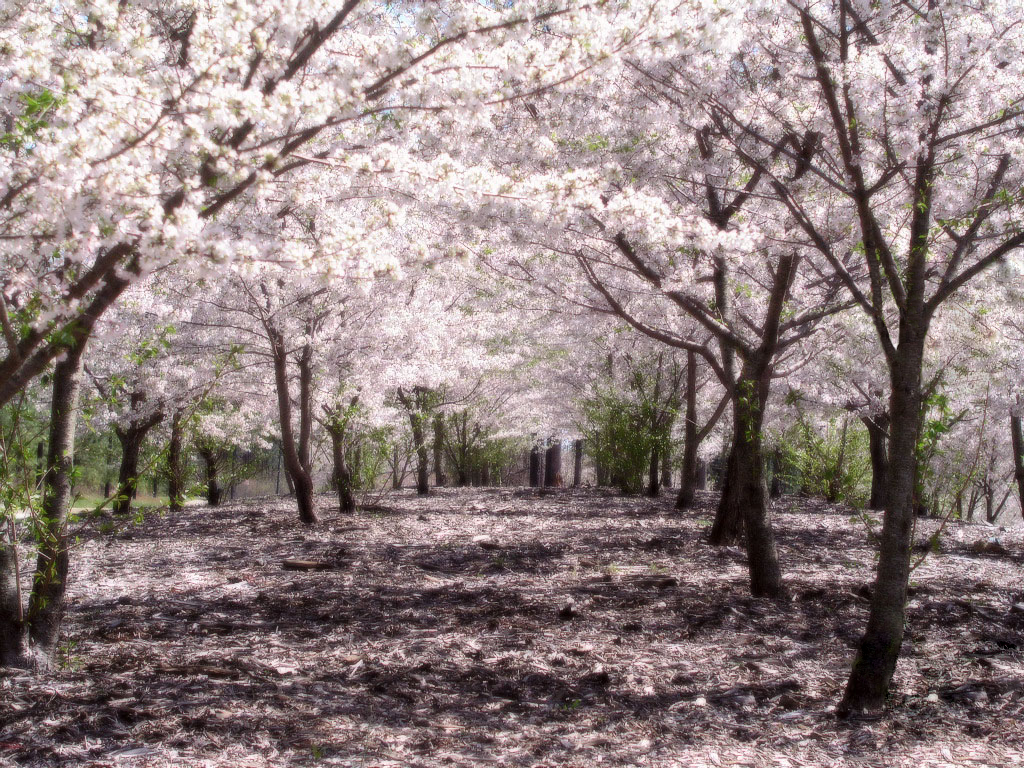
Sakura

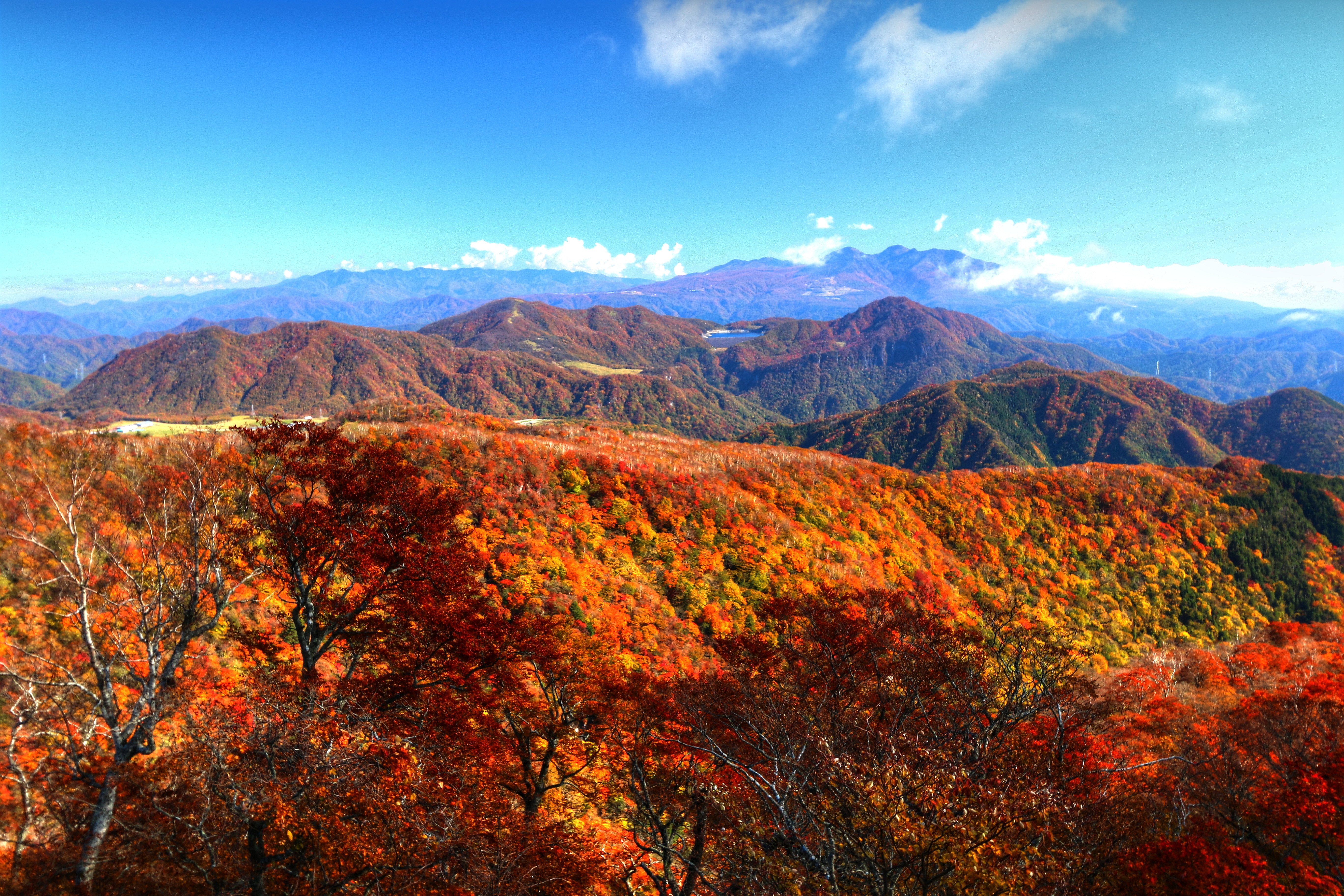
Barwy jesieni, Nikkō

W okresie zimowym na północy i zachodzie Japonii oraz w rejonach górskich występują bardzo obfite opady śniegu, a wody Morza Ochockiego pokrywają się lodem. W tym czasie południowe wybrzeże Oceanu Spokojnego ma pogodę suchą i słoneczną. Zimą łagodząco na klimat wysp południowych wpływa ciepły prąd Kuro Siwo (Kuro-shio) i jego odgałęzienie wchodzące na Morze Japońskie – Prąd Cuszimski. Dzięki wpływom tego prądu rolnicy na Kiusiu mogą w zimie uprawiać zboża.
W Japonii występuje ciekawe zjawisko niezwykle obfitych i długotrwałych opadów śniegu w pasie wybrzeża Morza Japońskiego (gōsetsu-chitai, „pas, strefa obfitego śniegu”). Używa się także literackiego określenia „kraina śniegu” (yuki-guni). Zjawisko to jest spowodowane przez północno-zachodni monsun wiejący z kontynentu w kierunku Japonii, który przechodząc przez Morze Japońskie, pochłania duże ilości pary wodnej z powierzchni ciepłego Prądu Cuszimskiego, tworząc wypełnione wilgocią chmury, które wpadają na pasma górskie i są przez nie zatrzymywane.
Określenie „kraina śniegu” odnosi się:
- do dowolnego miejsca o obfitych opadach śniegu, odnoszącego się do wyspy Honsiu po stronie Morza Japońskiego oraz obszarów obejmujących Alpy Japońskie i szereg pasm górskich, tworzących kręgosłup wyspy;
- w najszerszym znaczeniu do pasa wzdłuż Morza Japońskiego, od prefektury Yamaguchi (a zwłaszcza prefektury Shimane) na południu do północnego krańca Honsiu oraz wyspy Sado i Hokkaido;
- w wąskim znaczeniu do obszaru od prefektury Fukui do prefektury Akita, ale przede wszystkim do części Fukui i prefektur Toyama i Niigata.

Wiosna

Pod koniec marca, gdy słabnie wyż azjatycki, kierunek wiatru ulega zmianie i nad Japonię zaczyna napływać wilgotne i ciepłe powietrze znad Pacyfiku. Powoduje to wyraźne zróżnicowanie warunków klimatycznych północy i południa kraju. O ile na południu kraju, na wyspie Kiusiu i na południowych wybrzeżach Sikoku, prawdziwie wiosenna pogoda rozpoczyna się już z początkiem marca, to na wyżynach wyspy Hokkaido trzeba czekać aż do końca kwietnia, by stopniały ostatnie śniegi. Wiosną cały obszar kraju, poza Hokkaido, znajduje się w zasięgu wyżu ochockiego. Od przełomu lutego z marcem na południu Kiusiu, przez początek kwietnia na południowym i wschodnim Honsiu do połowy maja na Hokkaido trwa okres kwitnienia japońskich wiśni i moreli. Na przełomie czerwca i lipca kształtuje się na północy kraju stacjonarny wyż z bezwietrzną pogodą, wysoką wilgotnością powietrza oraz ulewnymi opadami.
Lato

Z chwilą odsunięcia się ochockich mas na północ, Japonia wchodzi w zasięg oddziaływania pacyficznych mas powietrza, rozpoczyna się gorące i wilgotne lato, z dużą ilością mgieł w południowo-wschodniej części kraju, tam gdzie stykają się wody prądów zimnego Oja Siwo (Oya-shio) i ciepłego Kuro Siwo (Kuro-shio).
Latem, gdy wieje ciepły i wilgotny monsun z południowego wschodu, amplitudy temperatur stają się mniejsze. W wielkich aglomeracjach miejskich pory letnie są ciężkie do zniesienia. Wysokie temperatury, nieprawdopodobna wilgotność powietrza i spaliny są typowe dla Tokio, Nagoi czy Osaki. Choć wszystkie 12 miesięcy, charakteryzują się w całym kraju, z wyjątkiem Hokkaido, względnie dużymi opadami, to jednak ich maksimum przypada na porę deszczową (tsuyu), trwającą w zasadzie od początku czerwca do połowy lipca. Porę deszczową uznaje się za drugą w kolejności po wiośnie i jedną z pięciu pór roku w Japonii. Zalegając nad wyspami Nansei, Kiusiu, Sikoku i Honsiu okresowy front deszczowy baiu-zensen, daje się we znaki.
W połowie lipca, wysokociśnieniowe masy powietrza nad Pacyfikiem zaczynają dominować i deszczowy sezon kończy się, a baiu-zensen zostaje zepchnięty na południe. Sezonowe wiatry znad Oceanu Spokojnego przynoszą ciepłe, wilgotne powietrze. Wtedy też od początku sierpnia do połowy września mieszkańcy tych rejonów mogą się cieszyć pełnią słonecznego i gorącego lata.
Jesień

Wczesną jesienią wciąż upalne i słoneczne dni zakłócają jednak wiatry monsunowe, które zwłaszcza w połowie września przynoszą ze sobą niezwykle obfite ulewy. Towarzyszą temu częste burze i gradobicia. Zmienia się cyrkulacja powietrza i Wyspy Japońskie nawiedzają tajfuny (7–10 rocznie). Tajfuny powstają z dużych mas tropikalnego, niskociśnieniowego powietrza na środkowym Pacyfiku, w przybliżeniu pomiędzy 5. i 20. stopniem szerokości geograficznej północnej i są tym samym zjawiskiem, co huragany i cyklony w innych częściach świata. Kiedy tajfuny zaczynają się kształtować, stopniowo przesuwają się na północ i zachód. Cyklony tropikalne wywołują ogromne zniszczenia, a towarzyszące im obfite opady są przyczyną licznych powodzi i osuwisk. Późną jesienią w niemal całym kraju powietrze staje się rześkie i wilgotne. Na większości wysp, zwłaszcza w obszarach u wybrzeży Pacyfiku dni są chłodne, ale zwykle słoneczne. Natomiast w zachodniej i północnej Japonii oraz na obszarach górskich, nie dziwią gęste mgły, opady drobnego deszczu i przymrozki.

### Temperatury
Średnie temperatury roczne w Japonii wzrastają z północy na południe. Różnice termiczne są zauważalne szczególnie zimą, kiedy to na Hokkaido w najchłodniejszym miesiącu, styczniu, jest od –9 °C do –5 °C. Zimą na Hokkaido występują spadki nawet do –41 °C na terenach wysokopołożonych, wystawionych na działanie zimnego powietrza znad Syberii. W Tokio, na wschodnim wybrzeżu zimą jest od 4 °C do 6 °C. Na wyspach Sikoku i Kiusiu jest jeszcze cieplej, gdzie temperatury wynoszą od 7 °C do 12 °C. Na wyspach Riukiu temperatury zimowe wynoszą od 14 °C do 18 °C.
Latem różnice termiczne są mniejsze niż zimą. Na Hokkaido w najcieplejszym miesiącu sierpniu średnie wartości utrzymują się na poziomie od 18 °C do 21 °C, na wybrzeżu wyspy. W Tokio i rejonie stolicy, latem jest od 25 °C do 27 °C. Ewentualnie występują wzrosty termiczne do 30 °C. Na wyspach Sikoku i Kiusiu, latem temperatury są niewiele wyższe i oscylują na poziomie 30 °C. Podobnie jest na wyspach Riukiu, gdzie ze względu na łagodzący wpływ oceanu, temperatury średnie 32 °C, są najwyższymi wartościami termicznymi. Amplitudy dobowe w tym regionie są niewielkie. Ze względu na rzeźbę terenu, występują lokalne różnice termiczne. Na przykład na wulkanie Fudżi zimą jest około –19 °C, a latem zaledwie 6 °C. Panuje tam typowy alpejski klimat. Różnice w temperaturze są widoczne także w kierunkach równoleżnikowych, czyli zachodnie i północno-zachodnie wybrzeże Japonii jest chłodniejsze niż wybrzeże wschodnie z tego względu, że monsun zimowy niesie ze sobą chłodne masy powietrza. Przez co wybrzeże wschodnie, znajdujące się po zawietrznej stronie gór nie znajduje się pod wpływem zimnych mas powietrza znad lądu azjatyckiego. Dla przykładu wschodnie stoki Fudżi są pod wpływem temperatur rzędu –16 °C, podczas gdy w tym samym czasie zachodnie stoki są chłodniejsze i temperatury średnio wynoszą tam –22 °C.

### Opady
Japonia jest krajem stosunkowo wilgotnym, obfitującym w opady. Ilości opadu, podobnie jak temperatury, wzrastają w kierunku południowym, a także występują różnice opadowe pomiędzy wschodem i zachodem, czego przyczyną są wiatry monsunowe. Przeważająca część kraju otrzymuje ponad 1200 mm opadów rocznie. Najniższe wartości opadowe notowane są na Hokkaido, gdzie średnio spada 800 mm deszczu i śniegu. Jednak wschodnie wybrzeże Hokkaido jest bardziej wilgotne i opady roczne sięgają tam 1000 mm rocznie.
Niewysokie opady notowane są także na północno-wschodnim Honsiu i na wybrzeżach Morza Wewnętrznego (Seto-naikai). Wschodnia część środkowego Honsiu oraz południowa część Japonii otrzymuje wyższe opady. Jest to związane z letnim południowo-wschodnim monsunem. Te obszary otrzymują średnio około 2000 mm opadów rocznie. Najwyższe opady notuje archipelag Riukiu, ponad 3000 mm rocznie. Na wyspie Yaku-shima opady roczne dochodzą aż do 3900 mm. Na Hokkaido, w północnych i środkowych rejonach Honsiu, oraz na wybrzeżu zachodnim wyspy Honsiu, śnieg zalega od listopada do kwietnia.

## Hydrologia

### Rzeki

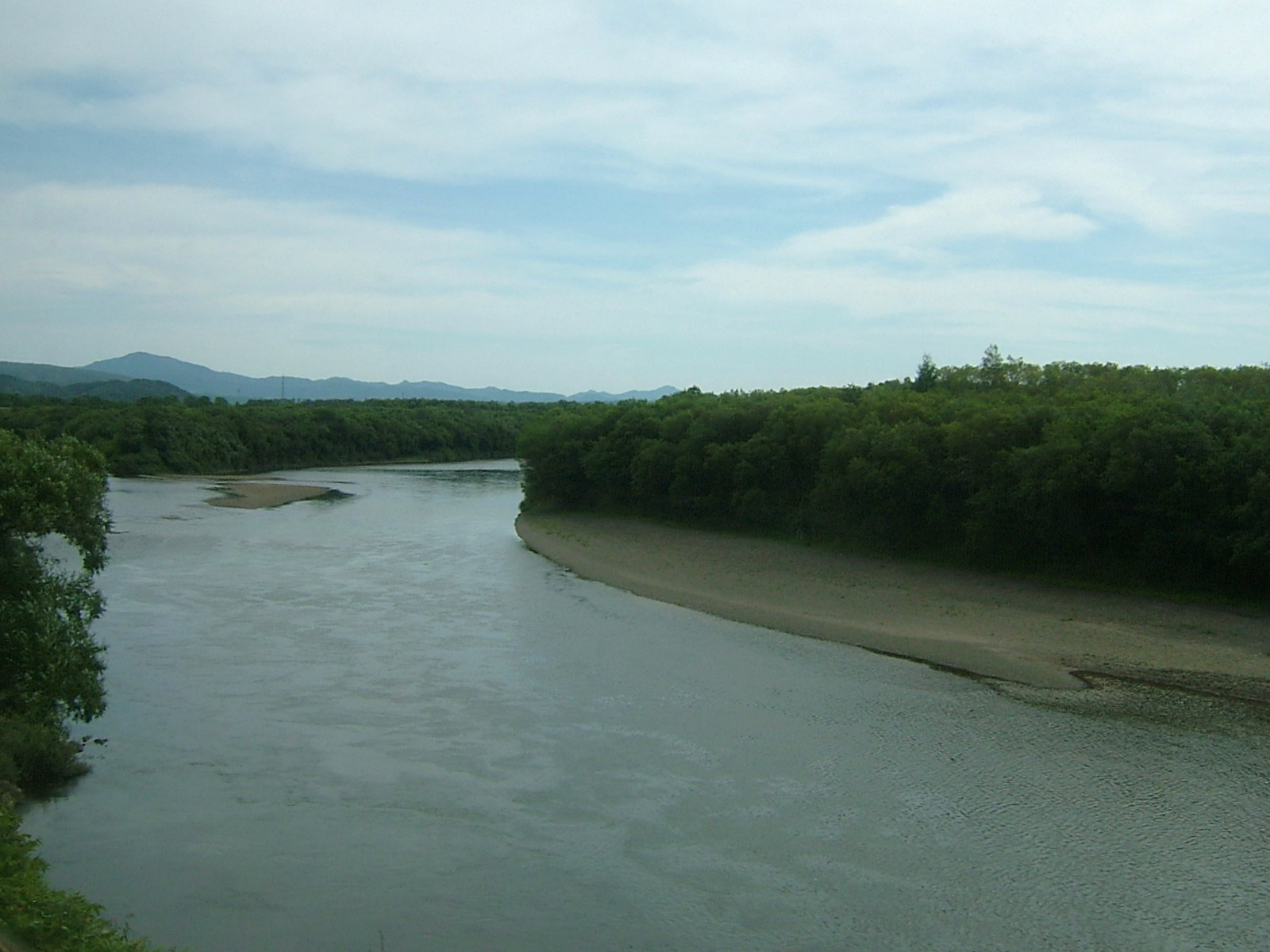
Rzeka Teshio (256 km), Hokkaido, druga (po Ishikari) najdłuższa rzeka na wyspie i czwarta w Japonii (po Shinano, Tone, Ishikari)

Terytorium Japonii w całości należy do zlewiska Oceanu Spokojnego z czego 35% to zlewisko Morza Japońskiego. Zlewisko Pacyfiku tworzy gęsta sieć krótkich, górskich rzek z licznymi progami, a co za tym idzie wodospadami oraz bystrzami. W związku z czym tylko miejscami nadają się one do regularnej żeglugi, przede wszystkim spławu drewna. Niemniej jednak ze względu na znaczne spadki wód, owe cieki posiadają znaczny potencjał hydroenergetyczny, a także znajdują zastosowanie w nawadnianiu pól uprawnych.
Energetyczny potencjał rzek Japonii jest szacowany na około 25 mln kW. Wiosną w czasie topnienia śniegów rzeki na Hokkaido i północnym Honsiu oraz pozostałe w czasie opadów letnich mają znaczne przybory wód, tym samym powodując często w ich dolnych biegach katastrofalne powodzie. Tylko 9 rzek ma więcej niż 200 km. Do najdłuższych rzek zaliczają się płynące przez Honsiu: Shinano (367 km) oraz Tone (322 km), a także najdłuższy ciek Hokkaido – Ishikari (268 km). Natomiast największe, bo liczące 16 840 km² dorzecze posiada Tone; następnie Ishikari 14 330 km² i Shinano 11 900 km².
Najwyższym wodospadem, liczącym 497 m, jest Hannoki. Znajduje się on w prefekturze Toyama. Jego aktywność można obserwować jedynie w okresie od kwietnia do lipca. Drugim pod względem wielkości, a ponadto całorocznym jest Shōmyō, którego wody spadają z wysokości 349 m. Najsłynniejsze jednak wodospady tego kraju to: Nachi (133 m wysokości) w prefekturze Wakayama oraz Kegon (96 m) w Nikkō. Wody niektórych rzek, zwłaszcza na północno-wschodnich terenach Hokkaido mają odczyn silnie kwaśny, przez co nie nadają się do użytku gospodarczego i rolniczego.

### Jeziora

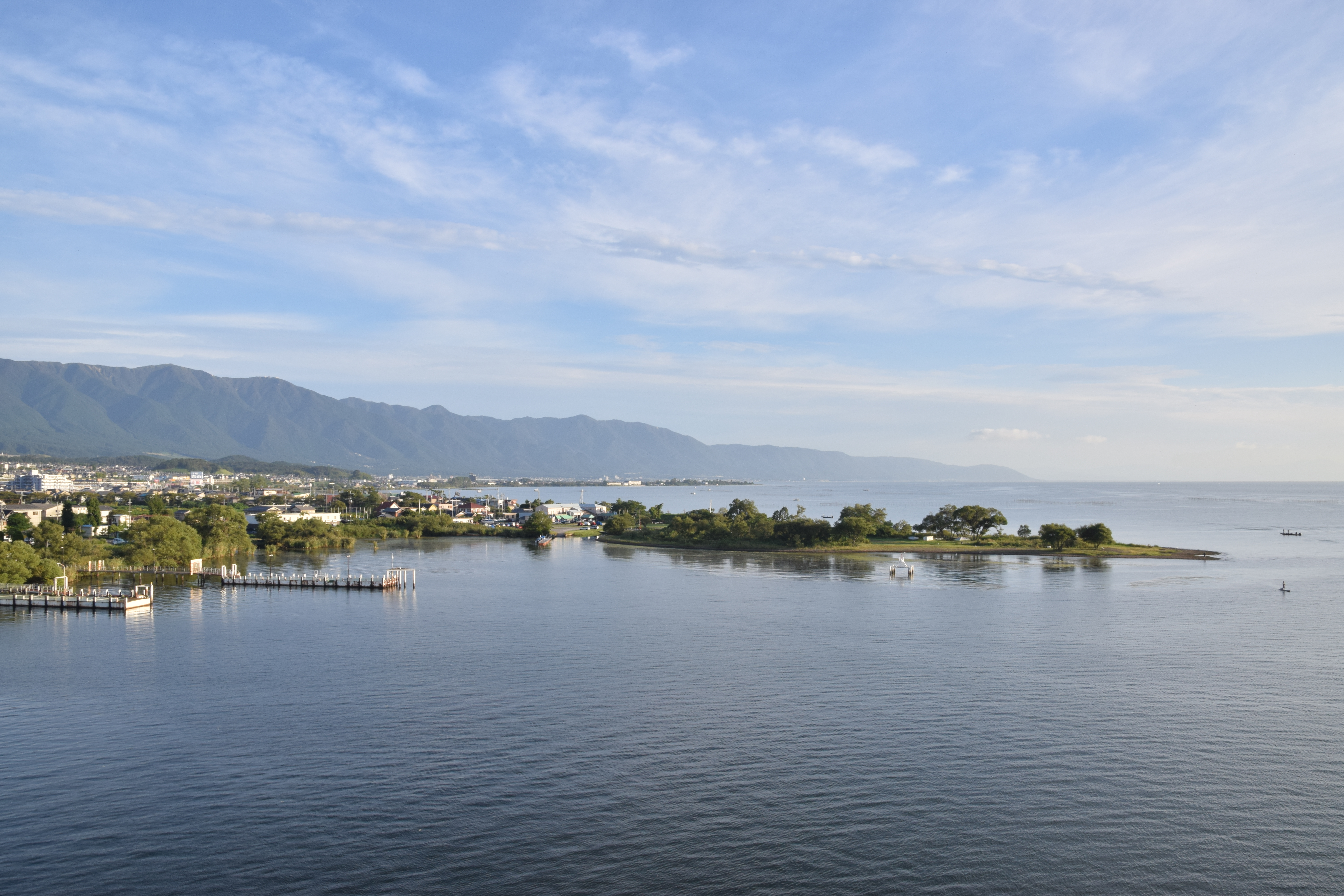
Jezioro Biwa, prefektura Shiga

W Japonii występuje ponad 600 jezior o różnej genezie i łącznej powierzchni około 3000 km². Największym jeziorem jest Biwa, którego powierzchnia wynosi 670 km² i znajduje się ono w środkowej części Honsiu. Ponadto jeszcze trzy jeziora zajmują obszar większy niż 100 km², a są to: położone na wschód od Tokio, w prefekturze Ibaraki, Kasumi-ga-ura (167,6 km²), Saroma (151,9 km²) na Hokkaido oraz leżące w regionie Tōhoku Inawashiro (103,3 km²).
Najgłębszymi jeziorami są: Tazawa (423,4 m) w prefekturze Akita, Shikotsu (360,1 m) na Hokkaido, Towada (326,8 m) w północnym Tōhoku oraz Mashū (211,4 m) na Hokkaido. Kolejne cztery, w tym Biwa, mają głębokość przekraczającą 100 m.
Znajdujące się na północ od Tokio, w prefekturze Tochigi, Chūzenji jest najwyżej położonym jeziorem w Japonii, tj. 1269 m n.p.m. Następne są położone w środkowym Honsiu, w prefekturze Nagano jeziora Kizaki (764 m) oraz Suwa (759 m), a także wspomniane powyżej Inawashiro (514 m).
Za sprawą szczególnie dużej aktywności wulkanicznej Japonia obfituje w bogate zasoby podziemnych wód, przede wszystkim termalnych, dzięki którym licznie występują onseny, czyli japońskie cieplice. Większość jezior ma pochodzenie tektoniczne, kalderowe i kraterowe, reszta, to jeziora lagunowe lub sztuczne. Do jezior pochodzenia tektonicznego należą np.: Biwa i Inawashiro. Największym jeziorem leżącym w kalderze wulkanu jest Kussharo na wyspie Hokkaido, o powierzchni 79 km². Wokół wulkanu Fudżi (Fuji) znajdują się naturalne jeziora zaporowe, które powstały w wyniku przegrodzenia rzek przez lawę.
Duże i rosnące zapotrzebowanie na wodę sprawia, że pomimo sporej ilości jezior i rzek, Japonia boryka się z niedoborem wody. Rzeźba terenu i aktywność sejsmiczna sprawia, że budowa zbiorników retencyjnych jest utrudniona. Największy zbiornik retencyjny mieści 458 mln m³ wody, a dalsze 30 ma ponad 100 mln m³ objętości każde. Zasoby wód gruntowych w ogromnej większości są związane z utworami czwartorzędowymi. Największe z nich, o charakterze basenów artezyjskich, zalegają na głębokości 200–300 m, pod nizinami Kantō i Nobi.

## Gleby
Japońskie gleby są zróżnicowane. Pokrywa glebowa Japonii formuje się w warunkach klimatycznych sprzyjających przemywaniu gleb wodami opadowymi i wymywaniu składników odżywczych dla roślin. Dominują górskie odmiany gleb leśnych.
Na Hokkaido występują bielice iluwialno-żelaziste lasów iglastych oraz gleby bielicowe i płowe lasów mieszanych, przechodzące na wysokości 800–1000 m n.p.m. w górskie gleby łąkowe i płytkie torfowe. Północne i środkowe części Honsiu, Sikoku i Kiusiu pokrywają gleby płowe, górskie, kamieniste gleby brunatne leśne – kamnisole oraz inicjalne gleby skaliste – leptosole. Kwaśne, brunatne gleby leśne rozwinęły się także z miąższych pyłowo-gliniastych zwietrzelin na południu Honsiu.
Na nizinach nadmorskich położonych na południe od 37°N występują mało zasobne w substancje mineralne żółtoziemy – akrisole oraz zbielicowane gleby czerwonożółte – ferrasole. Te wytworzone z gliniastych zwietrzelin żelazistych gleby wilgotnych lasów podzwrotnikowych pokrywają także wyspy archipelagu Riukiu.
Istotnym komponentem pokrywy glebowej wszystkich wysp Japonii są, rozwinięte głównie na popiołach wulkanicznych, gleby wulkaniczne, które są silnie porowate i bogate w próchnicę (8–12%). Gleby te występują w wielu dolinach i kotlinach śródgórskich. Silnie nawilgocone podlegają gwałtownym przemieszczeniom, często o katastrofalnych skutkach, zwłaszcza na wylesionych stokach. W ujściowych odcinkach szerokich dolin rzecznych, głównie na Honsiu, tworzą się żyzne, pyłowo-gliniaste gleby aluwialne fluwisole.
Połowa gruntów ornych Japonii jest sztucznie nawadniana, głównie na obszarach o opadach poniżej 1200 mm rocznie. Powierzchnia gleb od stuleci użytkowanych rolniczo, tzw. kulturoziemów jest trudna do oszacowania.

## Flora

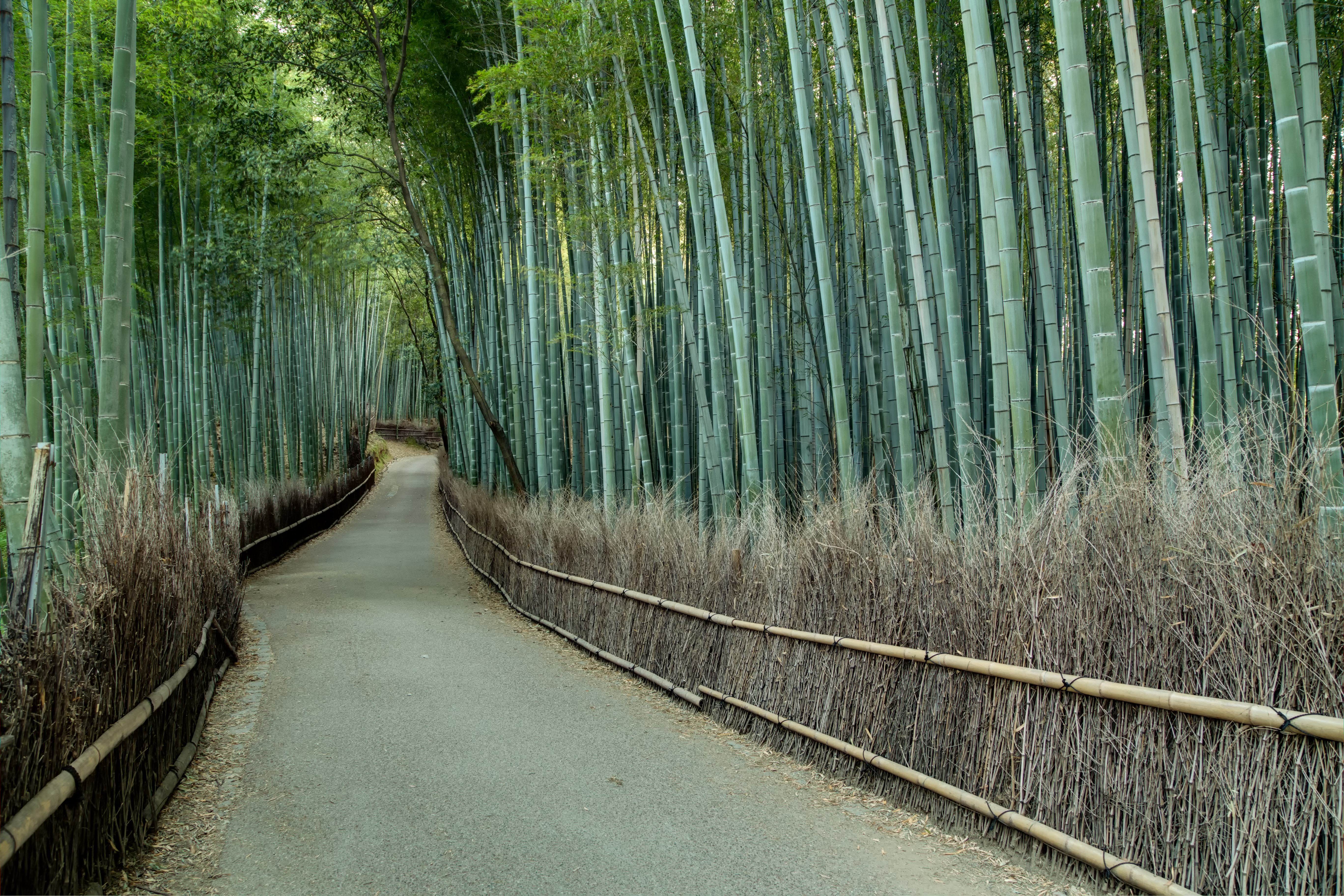
Las bambusowy

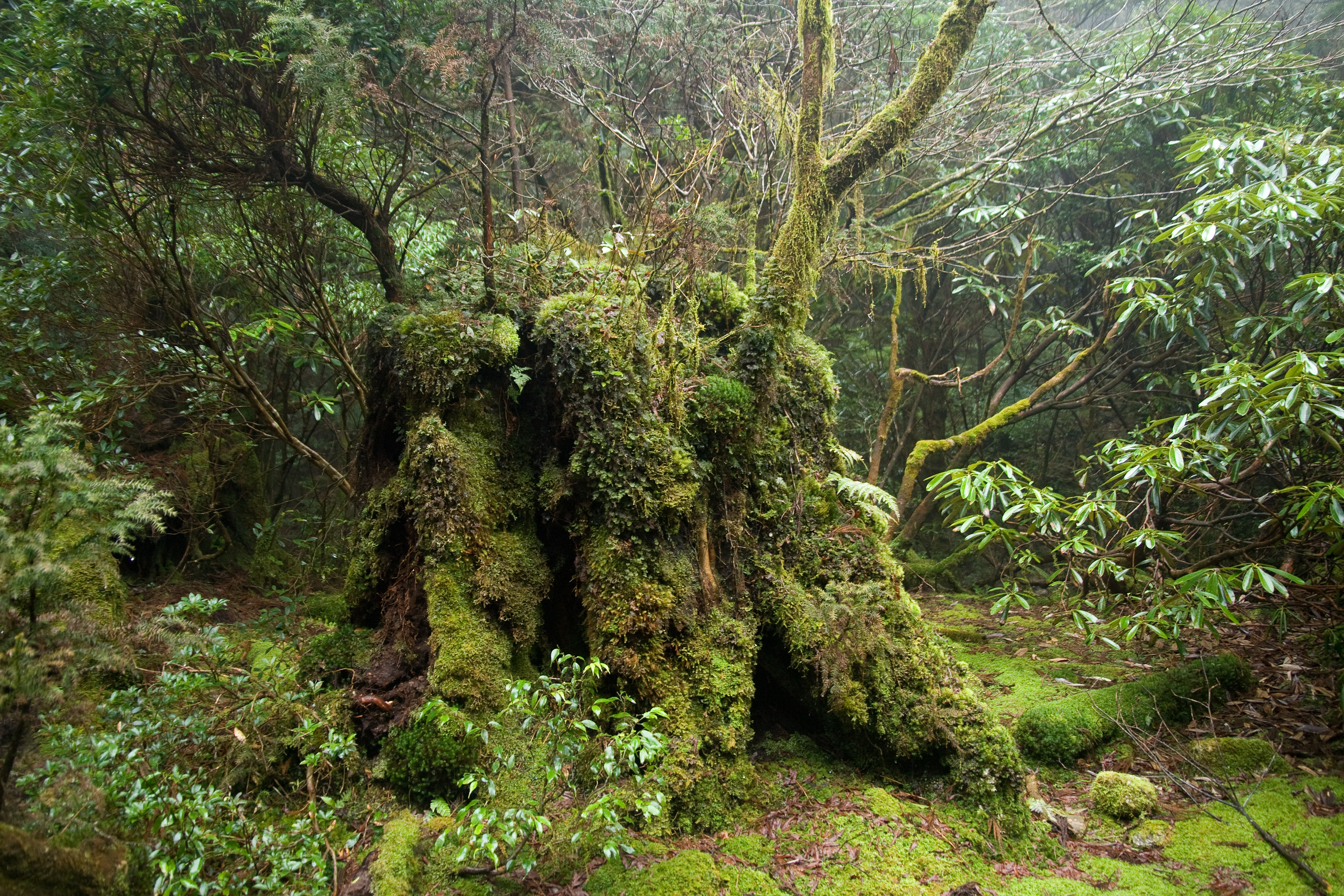
Las na wyspie Yaku-shima, prefektura Kagoshima

Świat roślinny Japonii jest urozmaicony, a szata roślinna dobrze zachowana. W Japonii lasy zajmują około 66% powierzchni kraju. Występuje w nich ponad 150 gatunków drzew, liczne są endemity. W kilku miejscach jest to roślinność pierwotna. Japonia cechuje się bogatą florą – około 5 tys. gatunków roślin naczyniowych.
Na terenie całej Japonii występują lasy bambusowe, dostarczające drewna oraz pożywienia (pędy takenoko są jadalne). Kwitnące w całym kraju drzewa wiśni (sakura) oraz moreli japońskiej (ume) przyciągają rzesze ludzi na tradycyjne hanami. Z uwagi na rozciągłość południkową Japonii i na różnice długości okresu wegetacyjnego można wyróżnić strefy roślinne. Jednocześnie w górach zaznacza się piętrowy układ roślinności.
W lasach występuje ponad 150 gatunków drzew, wśród których dominują gatunki rosnące także we wschodnich Chinach i na Kamczatce. Na Hokkaido rosną lasy borealne, a w północnej części Honsiu lasy zrzucające liście na zimę (głównie buki zwane buna, biały dąb, kasztanowiec, klony). Na południu Honsiu, Sikoku i Kiusiu rosną wiecznie zielone lasy podzwrotnikowe, w których skład wchodzą dęby, czerwona i czarna sosna japońska, jodła zwana momi. Na Sikoku i Kiusiu rosną także liczące dwa tysiące lat cedry japońskie, wiecznie zielone dęby kashi. Najdalej na południe, w pobliżu równika, na wyspach Nansei, Ogasawara, Kazan rosną wilgotne lasy równikowe z drzewiastymi paprociami, drzewem kamforowym, palmami i morwami.
Lasy mieszane, z przewagą liściastych, rosną na terenach, gdzie średnia roczna temperatura powietrza wynosi 6–13 °C, a więc na Kiusiu powyżej 1000 m, w środkowej części Honsiu między 1500 a 2700 m, a w części północnej na wysokości 1400 m, na Hokkaido lasy mieszane sięgają do 700 metrów. W lasach tych rosną buki, brzozy, dęby w tym białe, kasztany karłowate, magnolie oraz różne gatunki klonów i inne zrzucające liście na zimę. Charakterystyczne są drzewa keyaki (brzostownica japońska, Zelkova serrata), kryptomerie, tuje i cisy. Na obszarach ze średnią temperaturą powietrza poniżej 6 °C rosną subarktyczne lasy mieszane lub iglaste, ze świerkiem syberyjskim, świerkiem yesso, jodłą sakhalan, jodłą syberyjską oraz jodłą niebieską. Ponad piętrem lasów występują sosna karłowata, krzewy i roślinność alpejska. Azalie, hortensje i irysy kwitną wiosną, a chryzantemy jesienią, wtedy także czerwienieją klony.

## Fauna

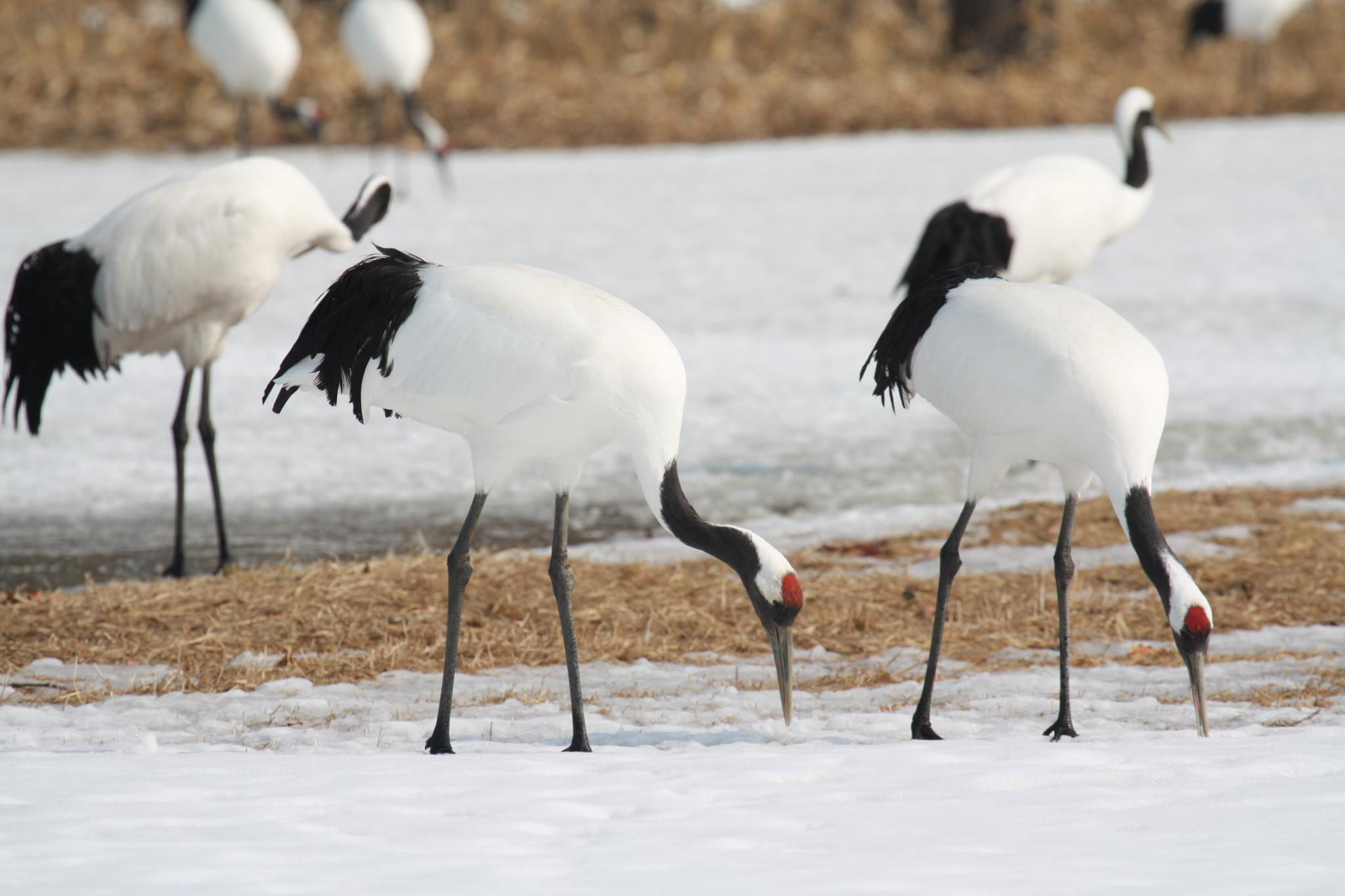
Żuraw japoński (Grus japonensis)

W Japonii fauna jest urozmaicona. Obszar Japonii należy do Regionu Mandżurskiego Krainy Palearktycznej. Wiele zwierząt spotykanych na Honsiu, Sikoku i Kiusiu spotyka się w innych rejonach o umiarkowanym klimacie na półkuli północnej. Należą do nich niedźwiedzie brunatne, łasice, dziki, zające, sarny, jelenie wschodnie i ptaki, takie jak: bażanty, jastrzębie, kaczki i żurawie. Występuje tu też wiele gatunków płazów i gadów, a wśród nich żółwie, jaszczurki, węże, żmije – z gatunkami jadowitymi habu i mamushi. Do unikatowych należy salamandra olbrzymia żyjąca na Honsiu i Kiusiu, osiągająca 1,5 m długości. Innymi specyficznym przedstawicielem japońskiej fauny jest makak japoński. Żyjące w górnych partiach ośnieżonego Tōhoku, przystosowane do panujących tam warunków makaki są najdalej na północ żyjącym gatunkiem małp. Do endemitów należą również kot z Iriomote oraz zając amami. Liczebność wielu gatunków zwierząt zmniejszyła się wraz ze wzrostem populacji ludzi i rozwoju przemysłu.
Wśród zwierząt na Hokkaido spotyka się sobole i czerwone lisy oraz wspomniane niedźwiedzie brunatne. Tutejsze niedźwiedzie są prawie dwukrotnie większe od swoich znacznie łagodniejszych kuzynów z Honsiu.
Na wyspach sezonowo pojawia się wiele owadów, takich jak: cykady, komary i robaczki świętojańskie.
Ptaki są bardzo licznie reprezentowane przez gatunki śpiewające i wodne. W Japonii występuje 150 gatunków ptaków śpiewających. Na wybrzeżach panują albatrosy i kormorany. Za tak zwane zwierzę pomnikowe jest uznawany bardzo już nieliczny żuraw mandżurski.
Na wschód od przylądka Inubo znajdują się bogate łowiska dorsza, łososia i licznych skorupiaków. Popularnym gatunkiem hodowlanym (jako ozdoba stawów ogrodowych) ichtiofauny jest karp ozdobny nishiki-goi (karp brokatowy, karp kolorowy). Występuje bogactwo owoców morza: kraby, krewetki, ostrygi i małże. Słodkowodne kraby występują w dużych ilościach w rzekach i jeziorach.
Częste polowania i likwidacja naturalnych siedlisk powodują stałe zmniejszanie się liczby zwierząt i ptaków. Ochrona wprowadzona przez Ministerstwo Środowiska w latach 80. XX w. obejmuje 136 zagrożonych gatunków.

## Ochrona środowiska i jego stan

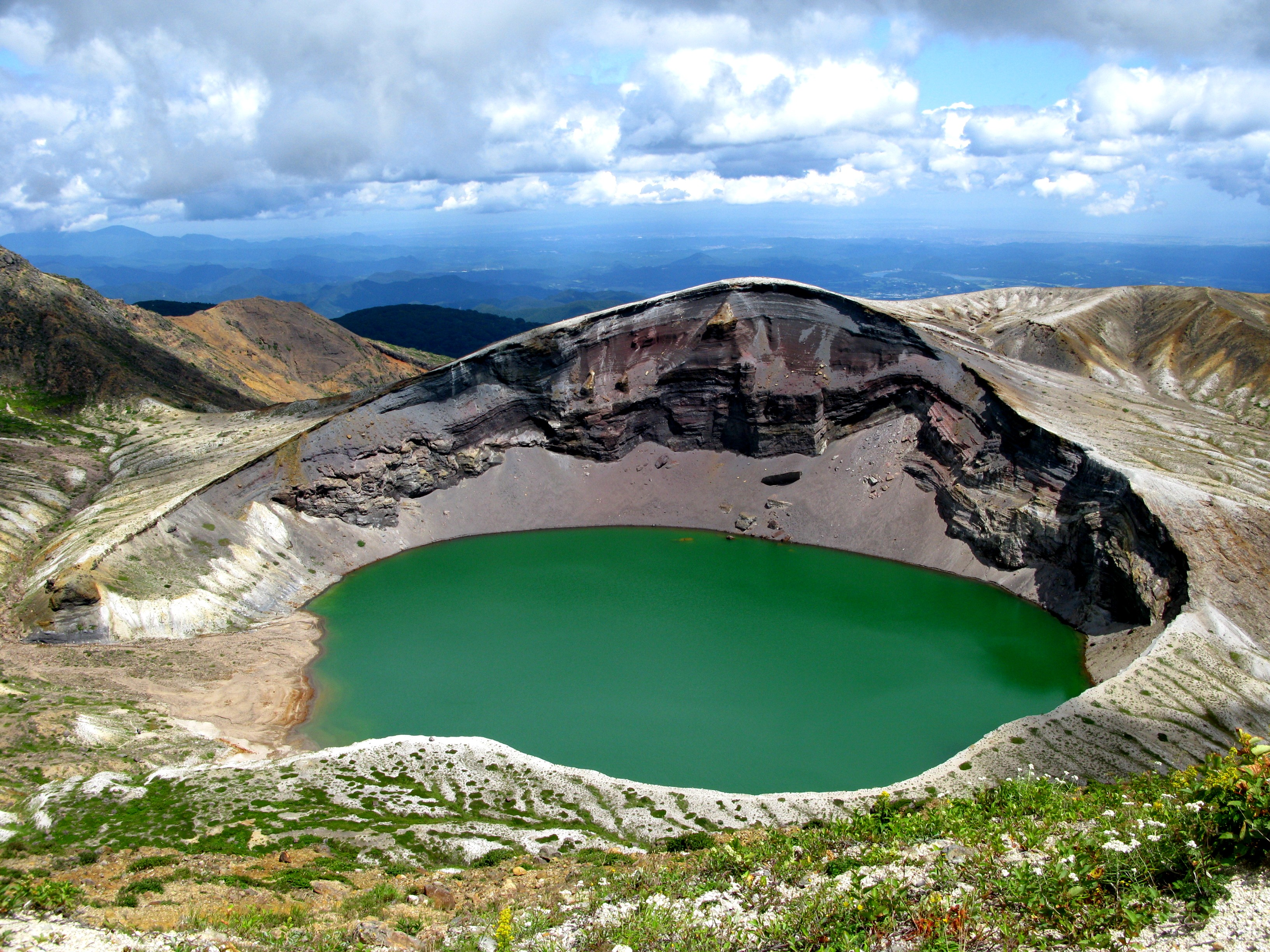
Góra Zaō, jezioro Okama, prefektura Miyagi, Quasi-Park Narodowy Zaō

W II połowie XIX wieku Japonia weszła w erę przemysłową, rozwijając większość gałęzi tej dziedziny gospodarki i szybko dorównując w uprzemysłowieniu i modernizacji krajom zachodnim. Budowano kopalnie, huty i zakłady przemysłowe, spalarnie śmieci, linie kolejowe, wielkie porty morskie i tereny składowe. Kolejny rozwój przemysłu (w szczególności przemysłu ciężkiego i chemicznego) nastąpił w okresie międzywojennym i podczas II wojny światowej, wraz z uformowaniem się monopolu wielkich konglomeratów przemysłowo-bankowych zatrudniających coraz większą liczbę ludności. Nikt nie był wówczas świadom ubocznych skutków rozwoju przemysłu, jak degradacja środowiska naturalnego, chociaż w wielkich miastach, takich jak Tokio, Osaka czy Nagoja zanieczyszczenie powietrza, rzek i przybrzeżnych wód morskich stawało się coraz bardziej zauważalne i bezpośrednio oddziałujące na życie mieszkańców. Powojenna – kolejna gwałtowna ekspansja przemysłu przyczyniła się do znacznej degradacji środowiska naturalnego, szczególnie w latach 50. i w trakcie realizacji planu premiera Hayato Ikedy (1899–1965) w latach 60. i na początku lat 70. XX w., polegającego na podwojeniu dochodu narodowego. Niekontrolowana migracja ze wsi do miast i dynamiczny rozwój wielkich aglomeracji, ekspansja licznych hut, fabryk, elektrowni i rafinerii, niepohamowana budowa autostrad oraz betonowanie koryt wielu rzek i wybrzeży doprowadziły do zniszczenia sporych połaci ekosystemów, znacznego ograniczenia liczby wielu gatunków zwierząt i skażenia licznych rzek, jezior, wód nadmorskich, gleby i powietrza.
W tym czasie niewiele japońskich kopalń, hut, fabryk i rafinerii podejmowało jakiekolwiek wysiłki dla utylizacji odpadów, a brak odpowiednich regulacji prawno-administracyjnych powodował, że w Japonii wolno było budować fabryki niedaleko miast, albo w samych miastach. Z takiego prawa często więc korzystano, gdyż tańsza była wówczas dystrybucja produktów przemysłowych, a podstawowymi czynnikami szybkiej odbudowy i modernizacji przemysłu stalowego w Japonii były tlenowe piece hutnicze – w olbrzymim stopniu degradującymi środowisko naturalne.
Pierwsze zwiastuny ubocznych skutków powojennego rozwoju przemysłu, które zaczęły doświadczać człowieka, nastąpiły jeszcze pod koniec XIX wieku, lecz odosobnione przypadki zatrucia, choroby czy śmierć w niektórych regionach były lekceważone i rzadko diagnozowane jako wynik skażenia gleby, wód czy powietrza. Sytuacja zaczęła zmieniać się dopiero w okresie japońskiego cudu gospodarczego, kiedy degradacja środowiska naturalnego bezpośrednio zaczęła dotykać coraz większą liczbę ludności.
W 1956 roku w miejscowości Minamata na wyspie Kiusiu wśród mieszkańców pojawiła się nowa choroba, która przybrała postać epidemii. Nazwano ją chorobą z Minamaty. Wywoływało ją zatrucie rtęcią skumulowaną w organizmie ryb, które stanowiły główne pożywienie tamtejszych mieszkańców. Doszło do tego w wyniku zrzucania do zatoki przez wytwórnię tworzyw sztucznych, należącą do koncernu Chisso Corporation, ścieków zawierających związki rtęci. Mimo niskiego stężenia wymienionych związków w wodzie, dochodziło do ich kumulacji w jednym z elementów łańcucha pokarmowego. W mięsie dużych drapieżnych ryb i owocach morza stężenie rtęci było 2–10 tysięcy razy wyższe niż w wodzie.
Drugi przypadek tej samej choroby zanotowano w Japonii w 1964 roku w Niigacie. Na skutek zanieczyszczenia ściekami przemysłowymi wód rzeki Agano zatruło się ponad 500 osób.
Także w 1964 roku w prefekturze Toyama udokumentowano nową chorobę: itai-itai, wynikającą z zatrucia kadmem. Od 1910 roku kadm był uwalniany w znaczących ilościach w wyniku działań górniczych. W prefekturze Toyama uprawiano ryż na polach nawożonych wodą z rzeki Jinzū, do której zakłady przemysłowe spuszczały ścieki zawierające dużą ilość kadmu. Ludzie zamieszkujący te tereny spożywali ryż, w którym ilość kadmu była bardzo niebezpieczna dla organizmu. Podobne przypadki zatrucia kadmem zanotowano także na wyspie Cuszima (Tsushima).
W latach 1960–1972 w miejscowości Yokkaichi w prefekturze Mie zaczęto odnotowywać coraz więcej przypadków zapalenia oskrzeli, astmy i rozedmy płuc. Epidemia tego typu schorzeń wynikała z zatrucia powietrzem zawierającym duże ilości tlenku siarki, które były uwalniane wraz ze spalaniem ropy naftowej przez zakłady petrochemiczne.
W lipcu 1970 roku w Tokio w różnych częściach miasta zaczęły mdleć osoby (z czego na jednym boisku szkolnym 18 lipca zemdlało ponad 40 uczennic). Okazało się, iż były to pierwsze ofiary smogu fotochemicznego. Odkrycie nowego typu skażenia stanowiło wielkie zaskoczenie dla obywateli i zaniepokoiło przedstawicieli rządu i władz miejskich. Od tamtego czasu, fotochemiczny smog atakował Tokio co roku, zaś latem w 1972 roku wisiał nad miastem niemal codziennie. Zarząd miejski udoskonalił sposoby badania fotochemicznego smogu, aby odkryć przyczyny wywołujące i znaleźć środki zaradcze. Smog atakował najczęściej dzieci i ludzi starych. Ostrzeżenie o smogu fotochemicznym ogłaszano co roku po kilkadziesiąt razy, zaś liczba osób dotkniętych skutkami tego zjawiska także w innych miastach, sięgała kilku tysięcy.
Po tych dekadach gwałtownej ekspansji przemysłu, degradacji środowiska naturalnego, zmniejszenia liczby wielu gatunków zwierząt i śmierci tysięcy osób, ogłoszono stan ekologicznej katastrofy. Japonia okazała się być jednym z najbardziej zanieczyszczonych państw na świecie. Kwaśne deszcze i smog stały się codziennością nie tylko w wysoko zurbanizowanych i uprzemysłowionych obszarach kraju. W końcu wypowiedziano walkę niszczeniu środowiska naturalnego. Jako pierwsi na alarm zaczęli bić sami mieszkańcy, a także różnorakie, pozarządowe organizacje ekologiczne. Ruchy na rzecz ochrony środowiska w latach 70. były bardzo silne i objęły cały kraj, a jego przedstawiciele dawali o sobie znać zarówno poprzez liczne strajki i demonstracje, jak i prężne kampanie. Żądaniom pokrzywdzonych mieszkańców, ekologów i władz miejskich uległy nawet państwowe instytucje, takie jak stowarzyszenia afiliowane z uniwersytetami oraz sam rząd.
W 1973 roku zaczęła obowiązywać, unikatowa w skali światowej, ustawa chroniąca ludzi, którzy ucierpieli na skutek skażenia środowiska. Zaczęto wypłacać im odszkodowania ze specjalnego funduszu, który tworzą składki płacone zarówno przez największych trucicieli środowiska, czyli zakłady przemysłowe, jak i posiadaczy samochodów. Na czoło walki wysunęły się władze stolicy, które ogłosiły bardzo odpowiedzialne plany redukcji zanieczyszczenia miasta, po czym przystąpiły do jego realizacji. Podstawą walki stały się dwie ustawy o kontroli zanieczyszczeń powietrza i wody. Wezwano do ostrzejszej kontroli przemysłowych odpadów wodnych i przymusowej kontroli punktów zapłonu w samochodach i pojazdach w ruchu drogowym. Równocześnie rozpoczęto instalowanie w przewodach kominowych fabryk liczników do automatycznego pomiaru tlenków azotu. Zaapelowano do obywateli i przedsiębiorstw komunikacyjnych, by używały benzyny o niskiej zawartości ołowiu. Ograniczono natężenie ruchu w punktach newralgicznych miasta. W niektórych przypadkach rząd Japonii zaczął wydawać najbardziej surowe na świecie przepisy chroniące środowisko naturalne i ingerujące w działalność zakładów produkcyjnych, lecz nie hamując przy tym rozwoju gospodarczego.
Powszechnym zjawiskiem w Japonii stało się segregowanie i recykling śmieci. Nieczynne wysypiska śmieci zamieniono na atrakcyjne tereny zielone, takie jak parki i pola golfowe. Dwukrotnie powiększono liczbę rezerwatów przyrody i parków narodowych oraz podjęto ochronę wielu ginących gatunków zwierząt. O wszystkich tych i innych wydarzeniach z dziedziny ochrony środowiska informowano obywateli, przestrzegając o grożących im niebezpieczeństwach, mobilizując do wspólnej akcji na rzecz czystości środowiska.
Pozytywne efekty zaczęły przychodzić stosunkowo szybko, już pod koniec lat 70. XX w. W wielu miastach ograniczono ilość trujących gazów w powietrzu, poprawiono jakość znakomitej większości rzek nawet w najbardziej uprzemysłowionych obszarach, odtworzono też dawny stan zarybienia wód przybrzeżnych na Morzu Wewnętrznym i w Zatoce Tokijskiej. Współcześnie Japonia pozostaje jednym z najbardziej zalesionych krajów świata (66% powierzchni kraju stanowią lasy), a nawet wielkie metropolie, jak Tokio, Osaka, Nagoja czy Sapporo niejednokrotnie wydają się być czystsze, niż niektóre z europejskich i amerykańskich miast.
W walce z zanieczyszczeniem środowiska naturalnego sprzyjały też przemiany gospodarcze. Sektor przemysłowy stawał się coraz bardziej zmechanizowany i skomputeryzowany, dzięki czemu w fabrykach potrzebowano coraz mniej pracowników. Zatrudnienie natomiast zaczęło szybko wzrastać w bardziej opłacalnym i dochodowym sektorze handlowo-usługowym. Japonia, równocześnie z pozostałymi krajami wysoko rozwiniętymi, zaczęła więc wchodzić w dekadę poprzemysłową, rozwijając najnowsze dziedziny gospodarki, takie jak handel, finanse, transport i łączność oraz naukę (w tym informatykę i wysokiej klasy technologie).
Obszary chronione w Japonii zajmują 53,4 tys. km², co stanowi 14,1% powierzchni kraju. Spośród 28 parków narodowych, największym (2 310 km²) i jednym z najstarszych jest założony w 1934 roku Daisetsu-zan, obejmujący prawie w całości grupę wulkanów na środkowym Hokkaido. Na Honsiu najbardziej znany jest park Fudżi-Hakone-Izu (pow. 1232 km²), który obejmuje m.in. wulkan Fudżi.